# City-Tunnel Leipzig
| | |                                                   |                                         |
| Streckennummer (DB): | 6396 (Leipzig Bayer Bf–Leipzig Nordkopf) 6377 (Leipzig Bayer Bf–M-Gaschwitz) 6382 (Leipzig-Wahren–Leipzig Hbf (tief)) 6376 (Leipzig Tabakmühle–Le Semmelweis) |                                                   |                                         |
| Streckenlänge: | 3,187 + 0,458 km |                                                   |                                         |
| Spurweite: | 1435 mm (Normalspur) |                                                   |                                         |
| Stromsystem: | 15 kV, 16,7 Hz ~ |                                                   |                                         |
| Streckengeschwindigkeit: | 80 km/h |                                                   |                                         |
| Zweigleisigkeit: | durchgehend |                                                   |                                         |
| | |                                                   |                                         |
| \| \| \| von Trebnitz \| \| \| \| 7,273 \| Leipzig Nordkopf \| Leipzig Nordkopf \| \| \| \| nach Leipzig Hbf \| \| \| \| \| von Eilenburg \| \| \| \| 6,400 \| Leipzig Nord \| ⊙ \| \| \| \| Bundesstraße 2 (Berliner Brücke) \| \| \| \| \| von Trebnitz und von Eltersdorf \| \| \| \| \| von Leipzig-Wahren \| \| \| \| 5,200 \| Leipzig Berliner Straße \| Leipzig Berliner Straße \| \| \| \| nach Leipzig Hbf \| \| \| \| 7,972 \| Überwerfungsbauwerk MTh, Leipzig Hbf–Großkorbetha \| ⊙ \| \| \| \| von Großkorbetha \| \| \| \| 8,060 \| Leipzig Petzscher Mark \| Leipzig Petzscher Mark \| \| \| \| Parthe \| \| \| \| 4,400 \| Tunnelportal Nord \| ⊙ \| \| \| 8,800 \| Tunnelportal West \| ⊙ \| \| \| \| Überwerfungsbauwerk Nord \| \| \| \| 9,2993,649 \| Leipzig Hbf (tief) \| ⊙ \| \| \| 3,000 \| Leipzig Markt \| ⊙ \| \| \| 2,438 \| Leipzig Wilhelm-Leuschner-Platz \| ⊙ \| \| \| 1,7000,000 \| Streckenwechsel 6396/6377 \| Streckenwechsel 6396/6377 \| \| \| 0,068 \| Leipzig Bayerischer Bahnhof \| ⊙ \| \| \| 0,500 \| Tunnelportal Süd \| ⊙ \| \| \| 1,202 \| Leipzig MDR \| ⊙ \| \| \| 1,501,00 \| Leipzig Semmelweisstraße \| Leipzig Semmelweisstraße \| \| \| \| Bundesstraße 2 (Richard-Lehmann-Straße) \| \| \| \| \| LCV/6376 nach Leipzig Tabakmühle Strw \| \| \| \| 1,920 \| Überwerfungsbauwerk Süd, LCV/6376 \| Überwerfungsbauwerk Süd, LCV/6376 \| \| \| \| nach Markkleeberg-Gaschwitz \| \| | |                                                   |                                         |
| Strecke | | von Trebnitz                                      | von Trebnitz                            |
| Blockstelle | 7,273 | Leipzig Nordkopf                                  | Leipzig Nordkopf                        |
| Abzweig geradeaus und nach links | | nach Leipzig Hbf                                  | nach Leipzig Hbf                        |
| Abzweig geradeaus und von links | | von Eilenburg                                     | von Eilenburg                           |
| Haltepunkt / Haltestelle | 6,400 | Leipzig Nord                                      | ⊙                                       |
| Strecke mit Straßenbrücke | | Bundesstraße 2 (Berliner Brücke)                  | Bundesstraße 2 (Berliner Brücke)        |
| Abzweig geradeaus und von links | | von Trebnitz und von Eltersdorf                   | von Trebnitz und von Eltersdorf         |
| Strecke von rechts · Strecke | | von Leipzig-Wahren                                | von Leipzig-Wahren                      |
| Strecke · Blockstelle | 5,200 | Leipzig Berliner Straße                           | Leipzig Berliner Straße                 |
| Abzweig geradeaus und nach rechts · Abzweig geradeaus, nach links und nach rechts | | nach Leipzig Hbf                                  | nach Leipzig Hbf                        |
| Kreuzung geradeaus oben · Strecke | 7,972 | Überwerfungsbauwerk MTh, Leipzig Hbf–Großkorbetha | ⊙                                       |
| Abzweig geradeaus, von links und von rechts · Strecke | | von Großkorbetha                                  | von Großkorbetha                        |
| Blockstelle · Strecke | 8,060 | Leipzig Petzscher Mark                            | Leipzig Petzscher Mark                  |
| Brücke über Wasserlauf · Brücke über Wasserlauf | | Parthe                                            | Parthe                                  |
| Strecke · Tunnelanfang | 4,400 | Tunnelportal Nord                                 | ⊙                                       |
| Tunnelanfang · Strecke (im Tunnel) | 8,800 | Tunnelportal West                                 | ⊙                                       |
| Verschwenkung nach links (im Tunnel) · Verschwenkung nach rechts (im Tunnel) | | Überwerfungsbauwerk Nord                          | Überwerfungsbauwerk Nord                |
| Bahnhof (im Tunnel) | 9,2993,649 | Leipzig Hbf (tief)                                | ⊙                                       |
| Haltepunkt / Haltestelle (im Tunnel) | 3,000 | Leipzig Markt                                     | ⊙                                       |
| Haltepunkt / Haltestelle (im Tunnel) | 2,438 | Leipzig Wilhelm-Leuschner-Platz                   | ⊙                                       |
| Kilometer-Wechsel (im Tunnel) | 1,7000,000 | Streckenwechsel 6396/6377                         | Streckenwechsel 6396/6377               |
| Haltepunkt / Haltestelle (im Tunnel) | 0,068 | Leipzig Bayerischer Bahnhof                       | ⊙                                       |
| Tunnelende | 0,500 | Tunnelportal Süd                                  | ⊙                                       |
| Haltepunkt / Haltestelle | 1,202 | Leipzig MDR                                       | ⊙                                       |
| Blockstelle | 1,501,00 | Leipzig Semmelweisstraße                          | Leipzig Semmelweisstraße                |
| Strecke mit Straßenbrücke | | Bundesstraße 2 (Richard-Lehmann-Straße)           | Bundesstraße 2 (Richard-Lehmann-Straße) |
| Abzweig geradeaus, nach links und nach rechts | | LCV/6376 nach Leipzig Tabakmühle Strw             | LCV/6376 nach Leipzig Tabakmühle Strw   |
| Kreuzung geradeaus oben | 1,920 | Überwerfungsbauwerk Süd, LCV/6376                 | Überwerfungsbauwerk Süd, LCV/6376       |
| Strecke | | nach Markkleeberg-Gaschwitz                       | nach Markkleeberg-Gaschwitz             |

Der City-Tunnel Leipzig ist ein Eisenbahntunnel, welcher zur Umgestaltung des Schienenpersonennahverkehrs im Eisenbahnknoten Leipzig gebaut wurde. Kernstück ist eine im Jahr 2013 fertiggestellte zweigleisige, elektrifizierte Hauptbahn, die von Leipzig Bayerischer Bahnhof nach Leipzig Nordkopf führt. Sie unterquert zwischen dem Bayerischen Bahnhof und dem Leipziger Hauptbahnhof die Innenstadt in einem Tunnel, wobei auf der Strecke vier unterirdische Stationen liegen. Die Strecke vom Südportal bis zum Nordportal beträgt 3187 Meter, der Seitenast zum Nordwestportal umfasst 458 Meter. Einschließlich Rampen und Südausfahrt umfasst das Projekt eine Gesamtlänge von 5,3 Kilometern. Darüber hinaus waren umfangreiche netzergänzende Maßnahmen zur Ertüchtigung der zuführenden Strecken und Stationen ein Bestandteil des Projekts.
Der Tunnel wird von den meisten Linien der S-Bahn Mitteldeutschland befahren. Durch Angebotsverbesserungen und – vor allen Dingen in Nord-Süd-Richtung – schnellere Verbindungen soll die Attraktivität des öffentlichen Personennahverkehrs gesteigert werden.
Die Bauarbeiten begannen im Juli 2003, die Inbetriebnahme war zunächst für Ende 2009 geplant. Der Tunnel wurde am 14. Dezember 2013 feierlich eröffnet, der fahrplanmäßige Betrieb begann am 15. Dezember 2013. Die Kosten des Projekts werden mit 935 Millionen Euro beziffert.

## Geschichte

### Vorgeschichte
1892 vereinbarten die Staatseisenbahnverwaltungen Preußens und Sachsens, die Stadt Leipzig und die Reichspostverwaltung in einem Vertrag, einen Zentralbahnhof (Hauptbahnhof) zu errichten. Der Bayerische Bahnhof sollte dabei als Südbahnhof erhalten bleiben und möglichst mit einer Untergrundbahn mit dem Zentralbahnhof verbunden werden. Zwischenhalte waren unter dem Bahnhofsvorplatz und dem Augustusplatz vorgesehen.

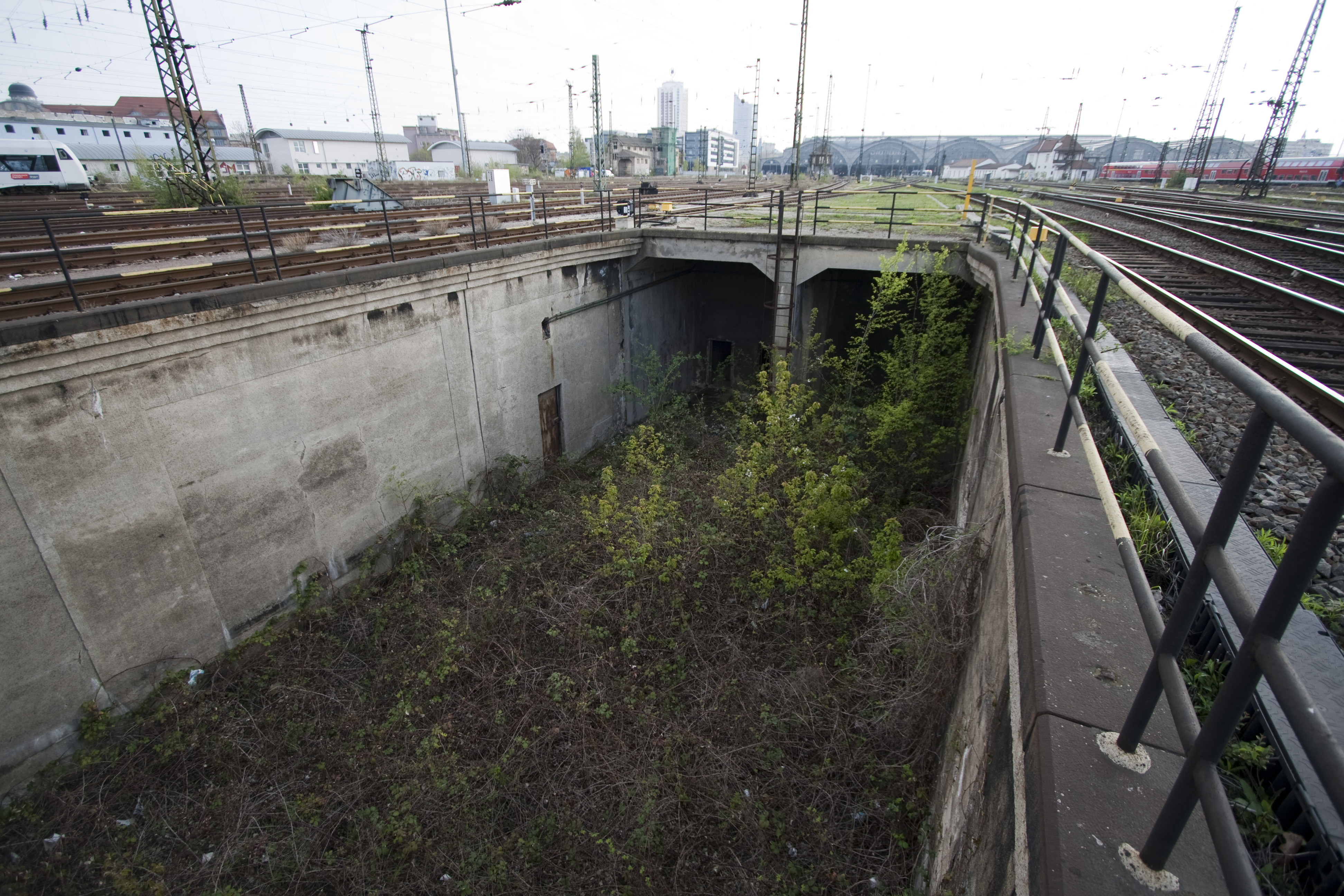
Nordportal des unvollendeten Tunnels von 1915 (2010)

Zur Umsetzung sollte eine Unterpflasterbahn entstehen, die von Borsdorf über den Hauptbahnhof und den Bayerischen Bahnhof sowie Connewitz nach Gaschwitz verlaufen und elektrisch mit Stromschienen betrieben werden sollte. Bereits beim 1909 begonnenen Bau des Leipziger Hauptbahnhofs hatte die Sächsische Staatseisenbahn einen Tunnel zum Bayerischen Bahnhof eingeplant. In den Jahren 1913 bis 1915 wurde eine Einfahrtrampe aus Dresdner Richtung mit einer Länge von 140 Metern und ein 675 oder 710 Meter langes Tunnelstück unterhalb der Gleise 22 und 23 und unter dem Bahnhofsgebäude errichtet. Der Tunnel endete 8,5 Meter hinter dem Bahnhofsgebäude unter dem Innenstadtring und wurde dort provisorisch verschlossen. Unterhalb des Querbahnsteiges und des heutigen Busbahnhofes wurden auf 40 Metern Länge Bahnsteige errichtet, eine Verlängerung unter dem Ring entlang war geplant und auf einer Länge von circa 100 Metern bereits für den Vortrieb vorbereitet.
Mit dem Ausbruch des Ersten Weltkriegs kamen die Arbeiten ins Stocken. Die Planungen wurden 1934 wieder aufgenommen. Das Vorhaben stand zu Beginn des Zweiten Weltkriegs vor dem Baubeginn, wurde dann aber abgebrochen.
Im Zweiten Weltkrieg wurden der Tunnel und der unterirdische Haltepunkt zu Luftschutzräumen umfunktioniert. Beim Bombenangriff auf Leipzig am 7. Juli 1944 gab es zwei Einschläge, die den Tunnel an zwei Stellen zerstörten und damit in drei Teile trennten, zahlreiche Menschen wurden dabei getötet. Beim Wiederaufbau des Hauptbahnhofes wurde der Bereich um den zweiten Einschlag zugemauert, der unter der Osthalle befindliche Haltepunkt wurde zum DEFA-Zeitkino umgebaut und bis 1992 auf diese Art genutzt. Während des Hauptbahnhofumbaus in den Jahren 1995 bis 2000 wurden die Teile des Tunnels unterhalb der Bahnhofshalle abgerissen, die Tunnelreste unterhalb des Bahnhofsvorfeldes und unter den ersten Metern der Bahnhofshalle wurden verschlossen, blieben aber erhalten. Sie wurden im Sommer 2023 einschließlich der Tunnelrampe am Gleis 21 verfüllt. Damit wurden sonst erforderliche Instandsetzungsmaßnahmen für die nicht nutzbaren Bauwerke vermieden.
Bereits kurz nach dem Zweiten Weltkrieg begannen bereits 1946 wieder Planungen für unterirdische Stadtquerungen. Der Tunnel sollte in offener Bauweise entstehen, als Vorleistung wurde die Bebauung an der Ecke Windmühlen-/Grünewaldstraße zurückgesetzt. Damit war ein Bogenradius zu erreichen, der groß genug für einen Fernbahnbetrieb war. Vorgesehen waren eine S-Bahn-Strecke und ein Fernbahntunnel in Richtung München. Die Planungen für letzteren wurden wenige Jahre später mit der Deutschen Teilung aufgegeben. Bis 1967 wurden für den S-Bahn-Tunnel drei Varianten erarbeitet, die wie der heutige Tunnel nicht mehr von der Strecke aus Dresden, sondern von der Magdeburger und der Berliner Strecke ausgehen sollten und eine Station unter der Westhalle des Hauptbahnhofs sowie unter dem Markt besaßen. Anfang der 1970er Jahre wurde ein erneuter Versuch unternommen, die Planung des Vorhabens voranzubringen. Geplant wurde dabei eine Trasse von der Westseite des Hauptbahnhofs über die Reichsstraße, den Neumarkt, den Roßplatz und die Windmühlenstraße bis zum Bayerischen Bahnhof. Neben verkehrstechnischen und geologischen Studien wurde auch die Notwendigkeit des Vorhabens nachgewiesen. Weil der zu erwartende finanzielle und technische Aufwand zu hoch war, wurden die Pläne bis zum Ende der DDR nicht realisiert.

### Planung
In den Jahren nach der Deutschen Wiedervereinigung führten zunächst lose Gesprächsrunden zu einem Gremium aus Deutscher Bahn, Freistaat Sachsen, der Messe Leipzig und der Stadt Leipzig, das sich für die Umsetzung des Projekts einsetzte.
Nach der Deutschen Wiedervereinigung befasste sich das neu gegründete Sächsische Staatsministerium für Wirtschaft und Arbeit mit der langfristigen Entwicklung der S-Bahn-Systeme von Leipzig und Dresden. Nach einer ersten Bestandsaufnahme wurde für Leipzig ein Innenstadttunnel erwogen. Nach den Ergebnissen der Vorplanung sei ein für den Großraum Halle/Leipzig ohnehin notwendiges S-Bahn-Netz nicht ohne einen Stammstrecken-Tunnel denkbar gewesen. 1991 schlug der damalige Verkehrsminister Kajo Schommer Bundesverkehrsminister Krause in einem Spitzengespräch unter anderem einen viergleisigen Eisenbahntunnel mit getrennten Röhren für Fern- und Nahverkehr unter Leipzig vor. Der Fernbahntunnel sollte als Teil des Verkehrsprojekts Deutsche Einheit Nr. 8 aus Bundesmitteln hergestellt werden, der Regionalverkehrstunnel aus Mitteln des Gemeindeverkehrsfinanzierungsgesetzes (GVFG). Die Neubaustrecke Erfurt–Leipzig/Halle wäre nach frühen Überlegungen über den Raum Naumburg zum Bayerischen Bahnhof und von dort unterirdisch zum Hauptbahnhof Leipzig geführt worden. Diese Variante wurde nach Prüfung durch die Planungsgesellschaft Bahnbau Deutsche Einheit schließlich verworfen. Die weiteren Betrachtungen konzentrierten sich damit auf einen Nahverkehrstunnel, über den zusätzlich einzelne Fernverkehrsfahrten abgewickelt werden sollten.
Das Bundesverkehrsministerium beauftragte schließlich die damalige Deutsche Reichsbahn mit der Planung eines S-Bahn-Systems für den Großraum Leipzig/Halle. Die Realisierung des angedachten Tunnels wurde dagegen vom Ergebnis einer Wirtschaftlichkeitsrechnung abhängig gemacht. Die Planungskosten des Tunnels waren von den Ländern Sachsen und Sachsen-Anhalt zu tragen. 1992 erhielt das Dresdner Ingenieurbüro Schlegel–Dr. Spiekermann den Auftrag, eine Machbarkeitsstudie für das Projekt zu erarbeiten. Parallel dazu sollte Intraplan erste verkehrswirtschaftliche Untersuchungen erarbeiten. Vorplanung und Wirtschaftlichkeitsuntersuchung wurden 1993 mit einem positiven Ergebnis abgeschlossen. Das Projekt wurde daraufhin in das GVFG-Bundesprogramm aufgenommen.
In den Jahren 1994 und 1995 stellten der Freistaat Sachsen, die Deutsche Bahn AG und die Stadt Leipzig jeweils 5 Millionen DM (rund 2,6 Millionen Euro) für vertiefende Untersuchungen bereit. Aufbauend auf den Empfehlungen des „Bedarfsplanes des schienengebundenen ÖPNV des Freistaates Sachsen“ wurde eine Vielzahl von Untersuchungen für einen Tunnel unter der Leipziger Innenstadt durchgeführt. Darauf aufbauend wurde 1995 eine Studie „S-Bahn Leipzig – Citytunnel“ vorgestellt. Beim Bau des Einkaufszentrums im Hauptbahnhof wurden auf dessen Westseite des Gebäudes bereits Vorkehrungen für den Tunnel getroffen. Die Kosten von rund vier Millionen Euro wurden durch den Freistaat Sachsen vorfinanziert.
1996 bekundeten die Deutsche Bahn und der Freistaat Sachsen ihre Unterstützung für das Projekt. 1996 wurde ein Bau- und Finanzierungsvertrag unterzeichnet. Im Juni 1996 wurde durch den Freistaat Sachsen, die Deutsche Bahn AG, die Stadt Leipzig und die Leipziger Messegesellschaft der Gesellschaftervertrag zur Gründung der Planungsgesellschaft S-Bahn Tunnel Leipzig GmbH unterschrieben. Die drei erstgenannten Gesellschafter hielten jeweils 30 Prozent an der neuen Gesellschaft, die Leipziger Messe die übrigen 10 Prozent. Im Rahmen der neuen Gesellschaft sollte die technische Machbarkeit, die Sinnhaftigkeit und die Finanzierung genauer untersucht werden.
Die Ingenieurgemeinschaft S-Bahn-Tunnel Leipzig bekam 1996 nach einer europaweiten Ausschreibung den Auftrag für die Vorplanung, die im dritten Quartal 1997 abgeschlossen wurde. Die Standardisierte Bewertung wies im Frühjahr 1998 einen Nutzen-Kosten-Faktor von 2,7 aus. Zu Grunde gelegt wurde dabei elf S-Bahn-Züge je Stunde und Richtung in der Hauptverkehrszeit, je zwei Regional-Express-Linien im Stundentakt sowie ein Fernzug pro Stunde und Richtung. Die Ergebnisse einer Ende 1998 von der Deutschen Bahn vorgelegten internen Wirtschaftlichkeitsrechnung erwarteten Mehreinnahmen und Einsparungen in einer Höhe, die zu einem sinkenden Zuschussbedarf je gefahrenen Zugkilometer führen sollte.
Der Landesverkehrsplan Sachsen von 1999 erwartete eine Belastung des Tunnels südlich des Hauptbahnhofs mit 85.000 Reisenden pro Tag. Die Unterlagen des Planfeststellungsverfahrens wurden im Frühjahr 1999 ausgelegt. Nach einer geringen Zahl von Einwendungen wurde der Planfeststellungsbeschluss im Mai 2000 erlassen. Er wurde nicht beklagt und damit rechtskräftig. Es folgten bauvorbereitende Maßnahmen wie die Umlegung von Leitungen, archäologische Grabungen und Kampfmittelsondierungen.
Im Herbst 2001 kritisierte der sächsische Verkehrsminister Kajo Schommer in einem Gespräch mit Bundesverkehrsminister Kurt Bodewig das „fehlende Engagement“ der Deutschen Bahn. Schommer bot an, das Land könne Bauherr für den Rohbau des City-Tunnels werden. Zudem hieß es im Protokoll des Ministertreffens: „das Land trage somit alle Risiken“. In einer Rahmenvereinbarung zwischen den Projektpartnern wurde im Jahr 2002 dementsprechend festgelegt, dass der Freistaat Sachsen die finanziellen Risiken der Bauausführung tragen sollte. Das Sächsische Kabinett bestätigte am 18. März 2003 dieses Vorgehen, forderte jedoch im Gegenzug einen unmittelbaren Einfluss auf die Projektdurchführung. Letztlich wurde der Freistaat Sachsen, der sich von der DEGES vertreten ließ, Bauherr für den Rohbau des Tunnels und der Stationen, während die Deutsche Bahn die eisenbahntechnische Ausrüstung und die Anbindung des Tunnels an das bestehende Netz übernahm. Am 23. Mai 2003 unterzeichneten der sächsische Wirtschaftsminister Martin Gillo, Bahnchef Hartmut Mehdorn, die Staatssekretärin Iris Gleicke (Bundesverkehrsministerium) und Oberbürgermeister Wolfgang Tiefensee den Projektvertrag.
Die S-Bahn Tunnel Leipzig GmbH wurde im November 2003 aufgelöst.

### Bau

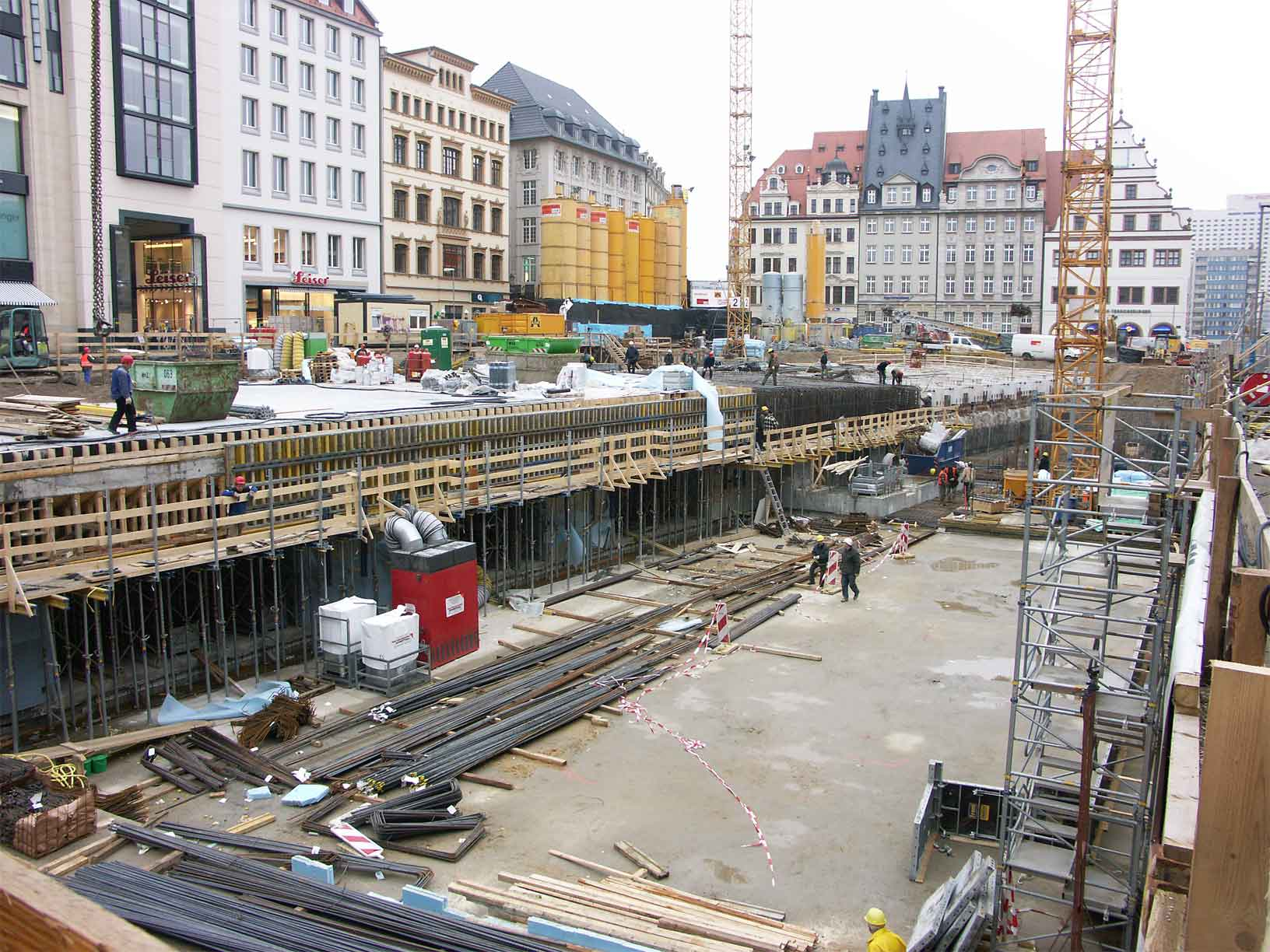
Baustelle Marktplatz (Februar 2006)

Der Bau des City-Tunnel Leipzig erfolgte in sieben Modulen:
- Modul 1: Rohbau beider Tunnelröhren und Querschlag;
- Modul 2: Rohbau der drei Rampenbauwerke;
- Modul 3: Neubau des oberirdischen Haltepunktes „Semmelweisstraße/Media City“;
- Modul 4: Rohbau der vier unterirdischen Haltepunkte Bayerischer Bahnhof, Wilhelm-Leuschner-Platz, Markt und Hauptbahnhof ohne Innenschale;
- Modul 5: Innenschale, Raumbildender Ausbau der unterirdischen Haltepunkte einschließlich technische Gebäudeausrüstung;
- Modul 6: Bahntechnische Ausrüstung sowie gleistechnische Anbindung des Tunnels an das bestehende Netz einschließlich der Maßnahmen zur Landschaftspflege und sonstige Abschlussarbeiten sowie
- Modul 7: Ergänzende Investitionen zum Ausbau der bestehenden Eisenbahninfrastruktur.

Am 9. Juli 2003 wurde der Bau offiziell mit einem ersten Rammschlag am neuen Museum der Bildenden Künste begonnen. Bundesverkehrsminister Stolpe, Sachsens Ministerpräsident Georg Milbradt, Oberbürgermeister Tiefensee und das DB-Vorstandsmitglied Klaus Daubertshäuser wohnten der Zeremonie bei. Bei Baubeginn war die Inbetriebnahme des Tunnels für Ende 2009 vorgesehen. Am Anfang standen vor allem Bodenerkundungsmaßnahmen und Leitungsverlegungen, ab Anfang 2005 begann der Bau der unterirdischen Stationen.
Ende März 2005 begannen erste Bauvorbereitungen im Bahnhof Leipzig Hbf. Damit wurde Platz für die folgende Baugrube geschaffen. Im Dezember 2006 wurde der Bau der Rampen am Hauptbahnhof unterbrochen, nachdem an Nebengebäuden der Station Risse festgestellt wurden. Zwischen 17. Februar und 25. März 2007 wurden im Rahmen des Baus zwei Hilfsbrücken von je 105 Metern Länge im Hauptbahnhof errichtet; rund 1400 Meter Gleis und acht Weichen wurden umgebaut.

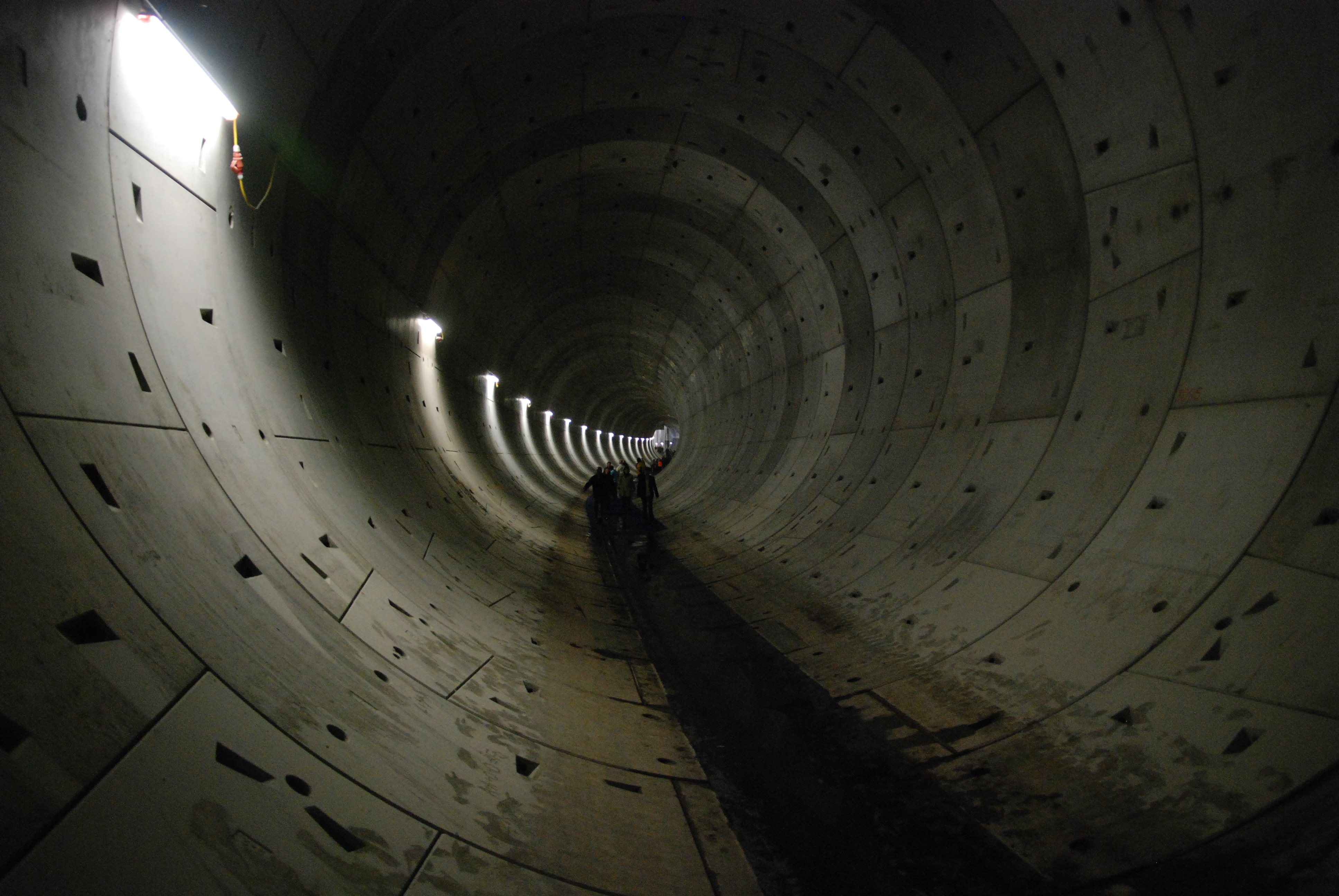
Rohbaufertige Tunnelröhre (Mai 2008)

Am 11. Januar 2007 startete mit einem Festakt am Bayerischen Bahnhof symbolisch die Bohrung der ersten Röhre durch die Leonie genannte Tunnelbohrmaschine. Tunnelpatin war Angelika Meeth-Milbradt, Ehefrau des damaligen sächsischen Ministerpräsidenten Georg Milbradt. Der Maschinenvortrieb der ersten Röhre begann am 15. Januar 2007 am Bayerischen Bahnhof und wurde am 10. März 2008 am Hauptbahnhof beendet. Nach dem Rücktransport der Tunnelbohrmaschine zum Bayerischen Bahnhof begann der Vortrieb der zweiten Röhre am 9. Mai 2008. Am 31. Oktober 2008 erreichte die Maschine in der zweiten Röhre den Hauptbahnhof.
Ende 2007 wurde mit der Inbetriebnahme für das Jahr 2011 gerechnet. Im Oktober 2008 wurde bekannt, dass sich die Inbetriebnahme voraussichtlich auf Ende 2012 verschiebt, da es im Bereich des Hauptbahnhofes Probleme mit dem Untergrund und bei den netzergänzenden Maßnahmen Verzögerungen im Genehmigungsverfahren gab.
Die im Dezember 2009 abgewiesene Klage eines unterlegenen Bieters gegen den Vergabevorschlag zum Innenausbau verzögerte die Inbetriebnahme um ein weiteres Jahr auf Ende 2013.
Der Rohbau der vier unterirdischen Stationen des City-Tunnels sowie der neuen Haltepunkte Leipzig Nord / Berliner Brücke und Leipzig MDR war im Januar 2011 abgeschlossen. Anschließend folgten die Innengestaltung des Tunnels und der Stationen sowie der eisenbahntechnische Ausbau. Mitte Februar 2009 wurde der Ausbau der fünf Stationen europaweit ausgeschrieben. Der Vertrag lief von Anfang Februar 2010 bis Ende November 2011. Er wurde Ende 2009 für 63,1 Millionen Euro an Ed. Züblin AG (Dresden) vergeben. An der Ausschreibung hatten sich zwei Unternehmen beteiligt.
Der Tunnel unterquert insgesamt 61 Gebäude, davon 22 denkmalgeschützt. 31 Gebäude wurden durch aktive Sicherungsmaßnahmen geschützt. Von 2003 bis 2013 waren für die Einbindung des Tunnels insgesamt 9 Software- und 36 Bauzustandswechsel im Bahnknoten Leipzig erforderlich.

### Inbetriebnahme
Vom 25. bis 29. September 2013 wurde der Hauptbahnhof voll gesperrt, um den City-Tunnel in das bestehende Netz einzubinden. Dieser Meilenstein bildete den Abschluss der Arbeiten an der Gleisinfrastruktur im Tunnel und deren technische Inbetriebnahme. Anschließend folgte ein Probebetrieb, dessen erste Phase am 1. Oktober mit der Erprobung von Havarieszenarien sowie der Optimierung der Haltepositionen begann. Ab dem 15. Oktober bis zur Eröffnung im Dezember wurde der Bahnbetrieb nach Fahrplan und unter Regelbedingungen geprobt.
Die Gesamtinbetriebnahme erfolgte am 15. Dezember 2013. Der Tunnel ging als Herzstück des 430 Kilometer langen Streckennetzes der S-Bahn Mitteldeutschland mit 104 Stationen in Betrieb. Die Verbindung Halle–Altenburg wurde um 35 Minuten beschleunigt, die zwischen Halle und Gaschwitz um 39 Minuten.

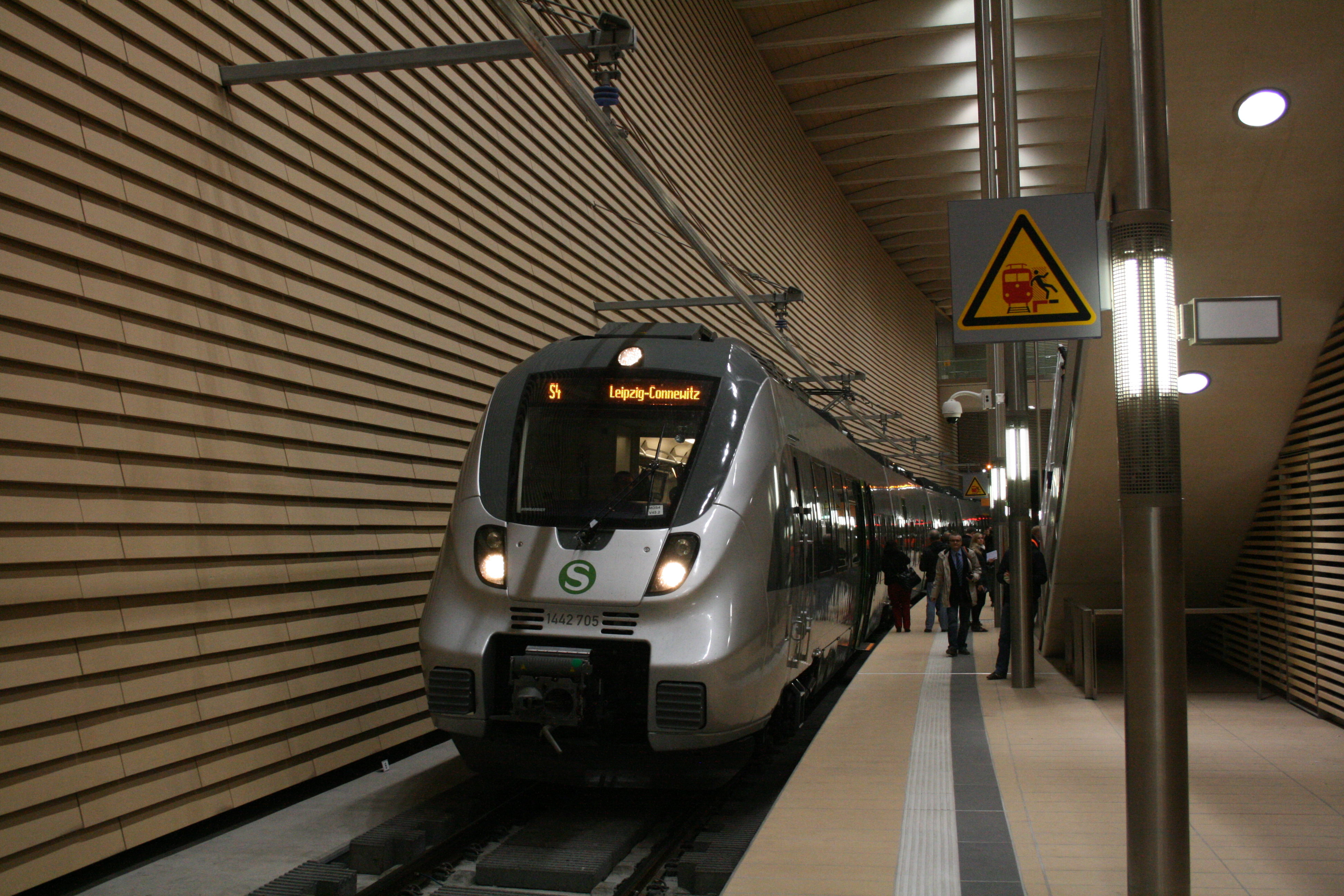
Pressefahrt zum Beginn des Probebetriebs (1. Oktober 2013)
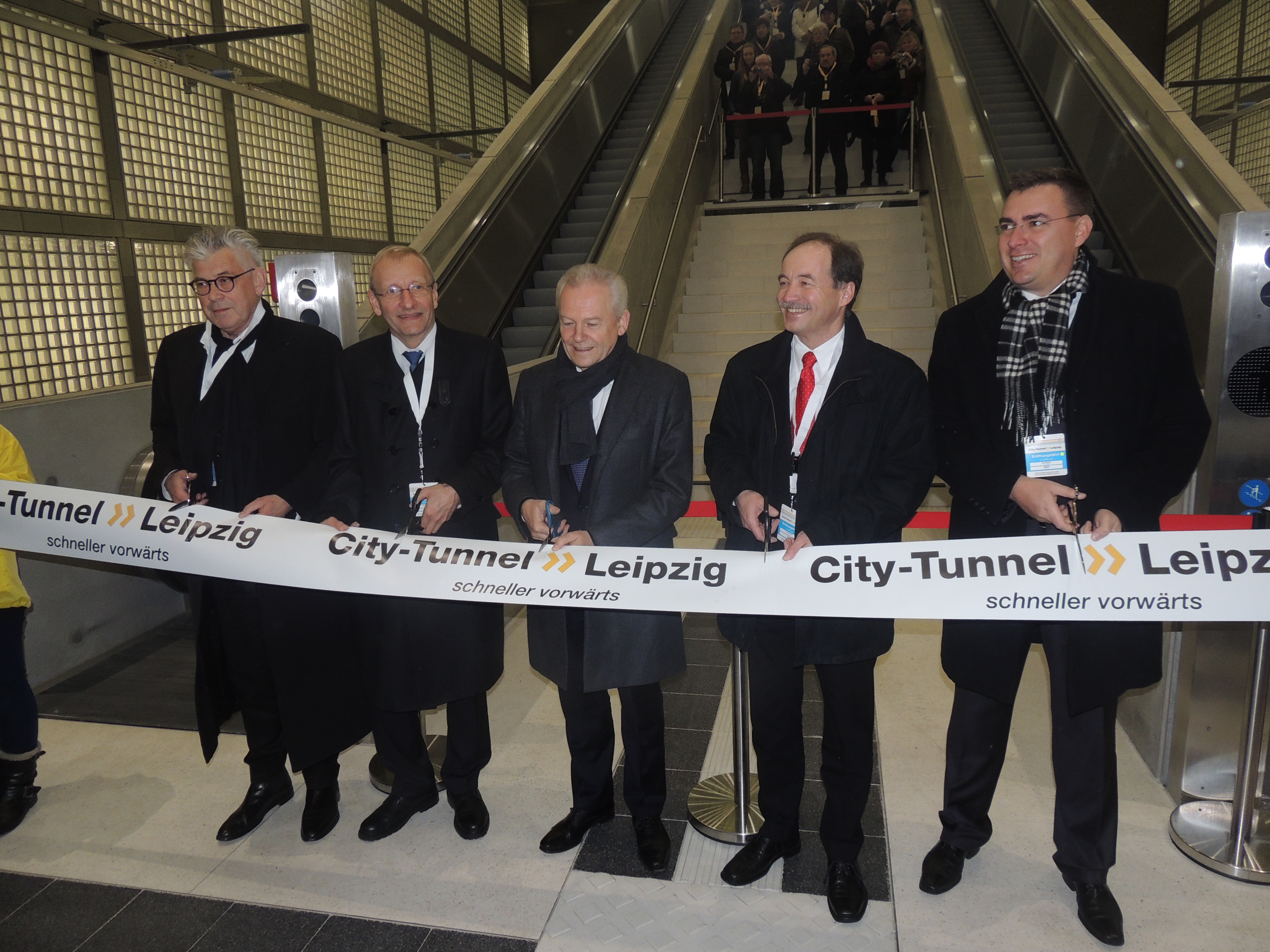
Feierliche Eröffnung der Station Wilhelm-Leuschner-Platz (14. Dezember 2013)
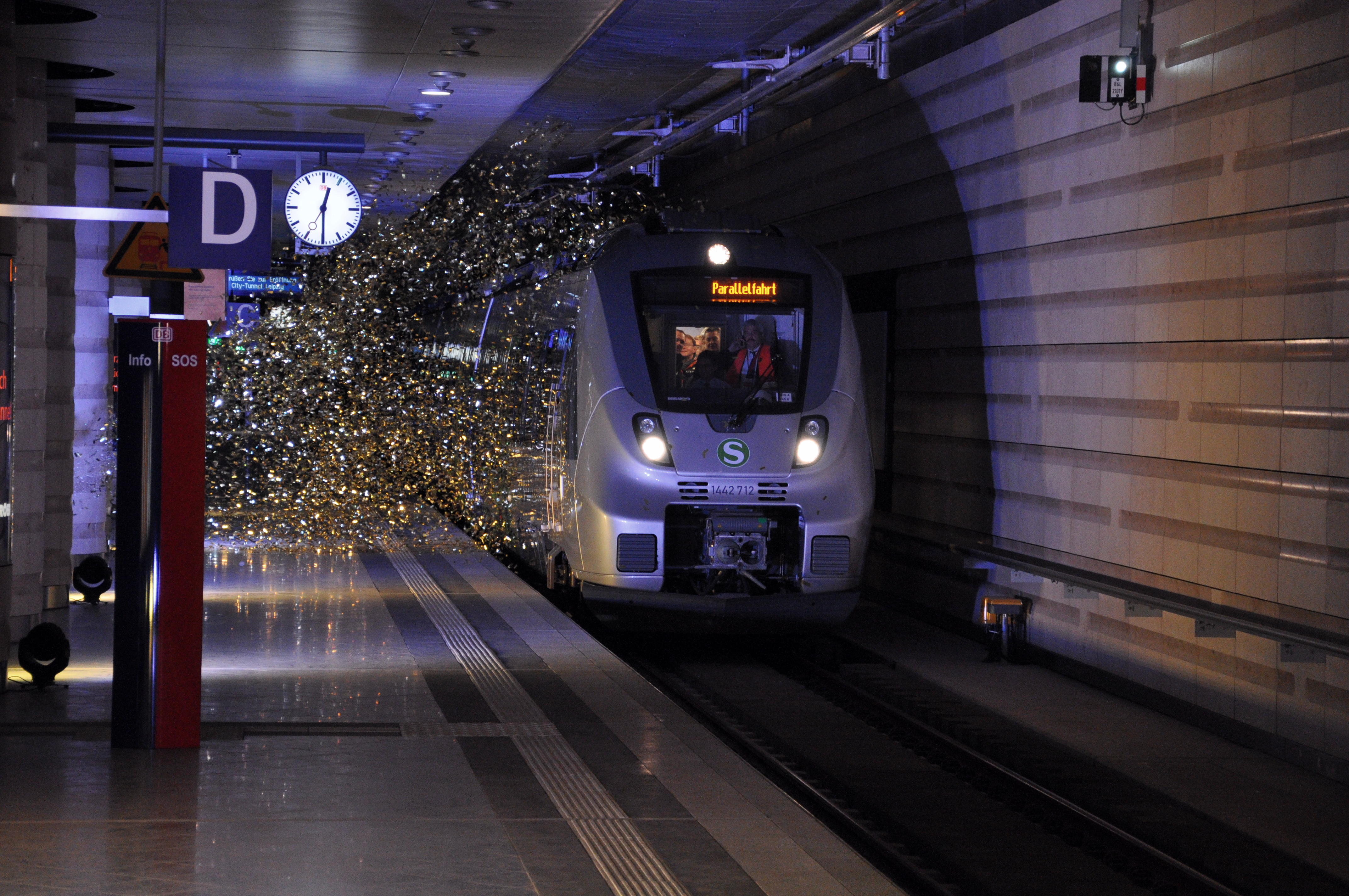
Einfahrt eines der beiden Premierenzüge am Hauptbahnhof (14. Dezember 2013)
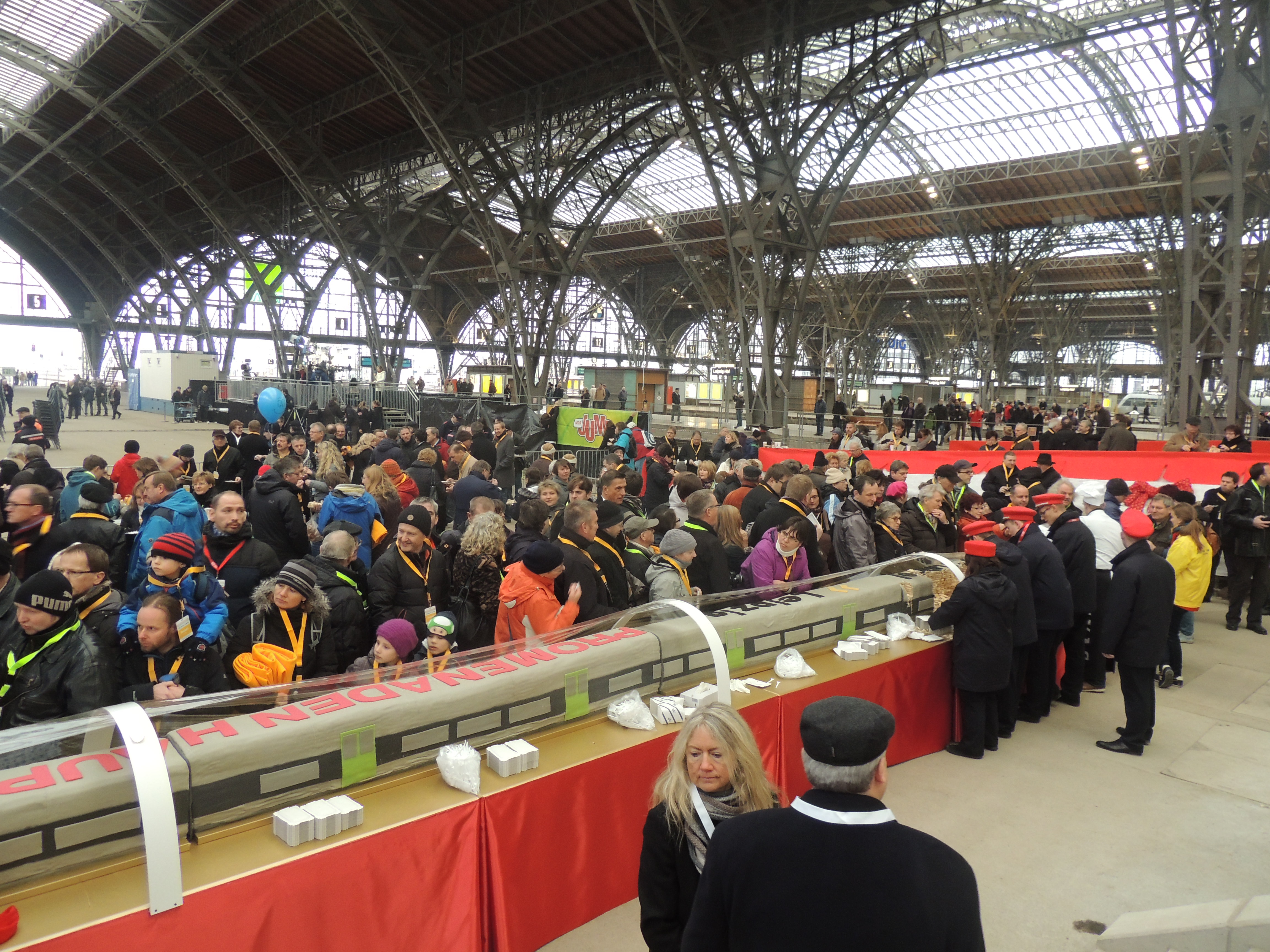
10-Meter-Torte zur Eröffnung, im Hauptbahnhof (14. Dezember 2013)
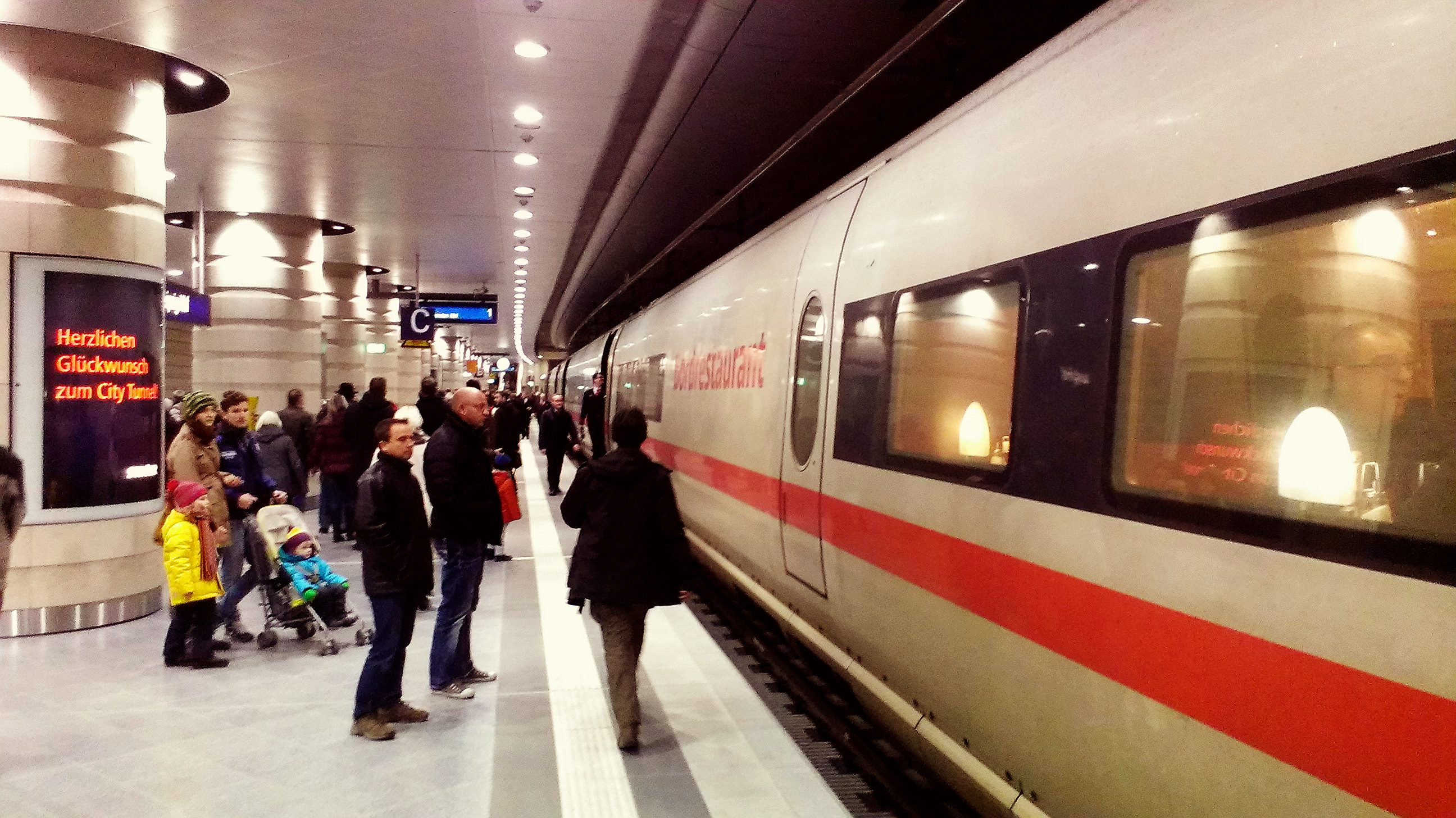
Der erste fahrplanmäßige ICE im Citytunnel (15. Dezember 2013)

### Betrieb
In den Jahren 2014, 2015 und 2016 wurden auf allen Linien Fahrgastzuwächse beobachtet. Auf der S-Bahn Mitteldeutschland wurden im S-Bahn-Netz 2014 57.765 Fahrgäste pro Tag gezählt. Die Zahl der Fahrgäste (montags bis freitags) der Mitteldeutschen S-Bahn stieg von 57.765 (2014) auf 60.421 (2015). Damit sei das der Verkehrsprognose des Citytunnels zu Grunde liegende Niveau erreicht worden. An den vier Stationen des Citytunnels wurden 2016 knapp 47.000 Ein- und Aussteiger gezählt, rund 5500 mehr als 2014.
Eine Verkehrsstudie der TU Dresden kam zum Ergebnis, dass bis Sommer 2015 die erwarteten Marktanteile des öffentlichen Personenverkehrs nicht erreicht wurden. Nach anderthalb Jahren Betrieb sei der Marktanteil des öffentlichen Personenverkehrs um 0,5 Prozentpunkte auf 17,6 Prozent gestiegen. Die Mindestzugfolgezeit im Tunnel könne auf bis zu 3,5 Minuten abgesenkt werden, einschließlich eines Puffers am Hauptbahnhof von 1,5 Minuten.
In der Nacht zum 12. September 2019 fand eine Rettungsübung im Tunnel statt.

## Bautechnik

### Schildvortrieb

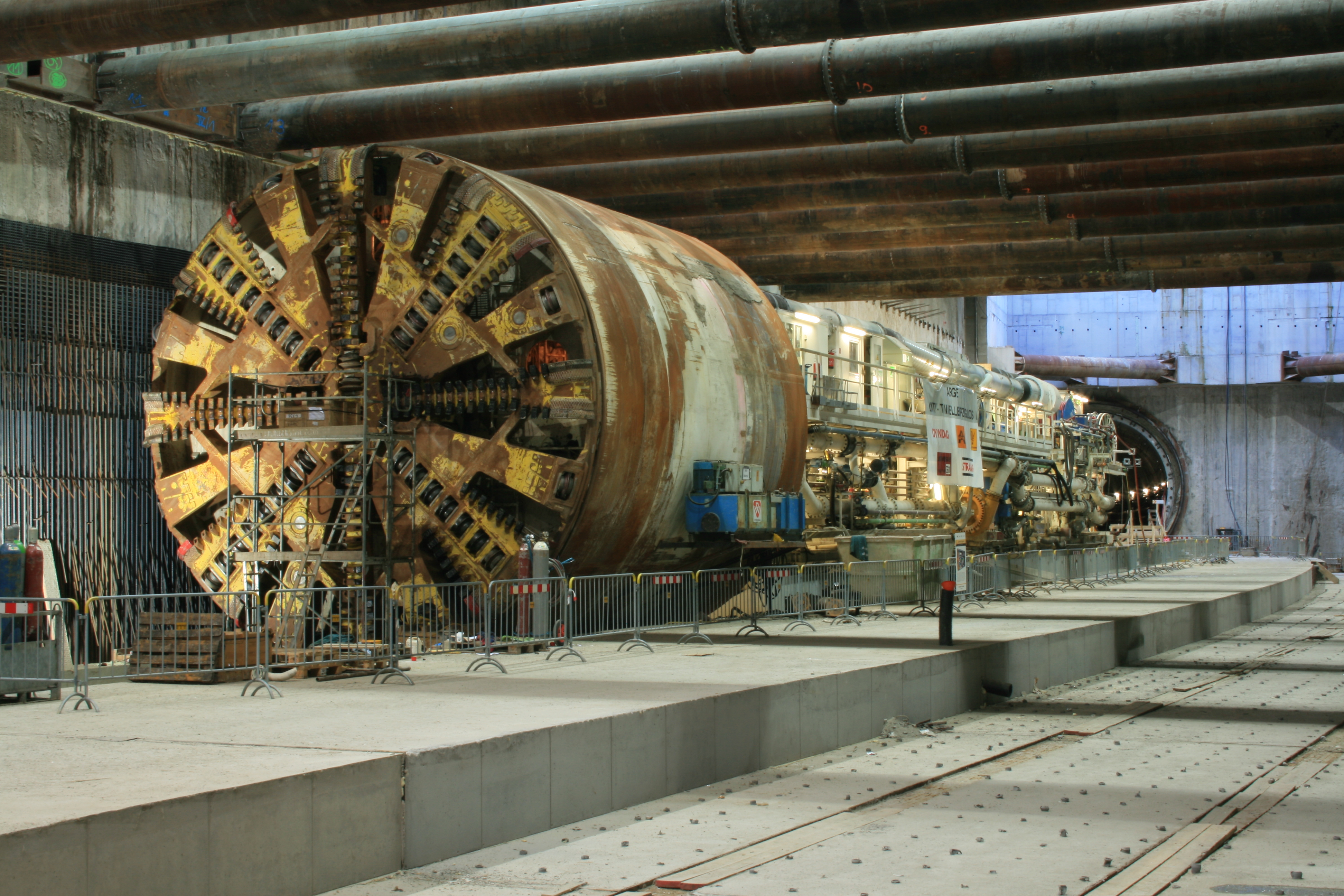
Tunnelbohrmaschine in der Station Wilhelm-Leuschner-Platz (August 2007)

Die beiden eingleisigen und jeweils 1438 Meter langen Tunnelröhren zwischen den Stationen Bayerischer Bahnhof und Hauptbahnhof wurden im Schildvortriebsverfahren mit Hilfe einer 65 Meter langen Tunnelbohrmaschine hergestellt. Der Start der Tunnelbohrmaschine erfolgte in der Baugrube am Bayerischen Bahnhof, von wo sie sich bis zum Hauptbahnhof vorarbeitete. Dort wurde sie demontiert und am Bayerischen Bahnhof erneut aufgebaut, wonach sie ein zweites Mal startete. Der Ausbruchsdurchmesser betrug neun Meter.
Der Tunnel liegt im Grundwasser mit einer Druckhöhe von rund 16 Metern bis zur Sohle des Tunnels. Daher wurde er mit einem flüssigkeitsgestützten Schild (Hydroschild) aufgefahren. Bei diesem Verfahren wird die Ortsbrust durch eine Flüssigkeit gestützt, um ein Einbrechen des Bodens in die unter Überdruck stehende Abbaukammer zu verhindern. Der beim Vortrieb gelöste Boden wird zusammen mit dieser Bentonit-Suspension abgepumpt. In einer Separieranlage außerhalb des Tunnels erfolgt die Abtrennung des gelösten Bodens, die Bentonit-Suspension wird wiederaufbereitet und anschließend erneut genutzt. Parallel zum Vortrieb wurde der eigentliche Tunnel hergestellt. Hierzu wurden 1,80 Meter breite und 40 Zentimeter dicke Tübbingringe verlegt, die aus jeweils sieben Tübbings und einem Schlussstein bestehen und rund 47 Tonnen wiegen. Der Innendurchmesser der so hergestellten Röhre beträgt 7,90 Meter. Für die beiden Tunnelröhren wurden ca. 13.000 Tübbings benötigt.

### Stationsbau

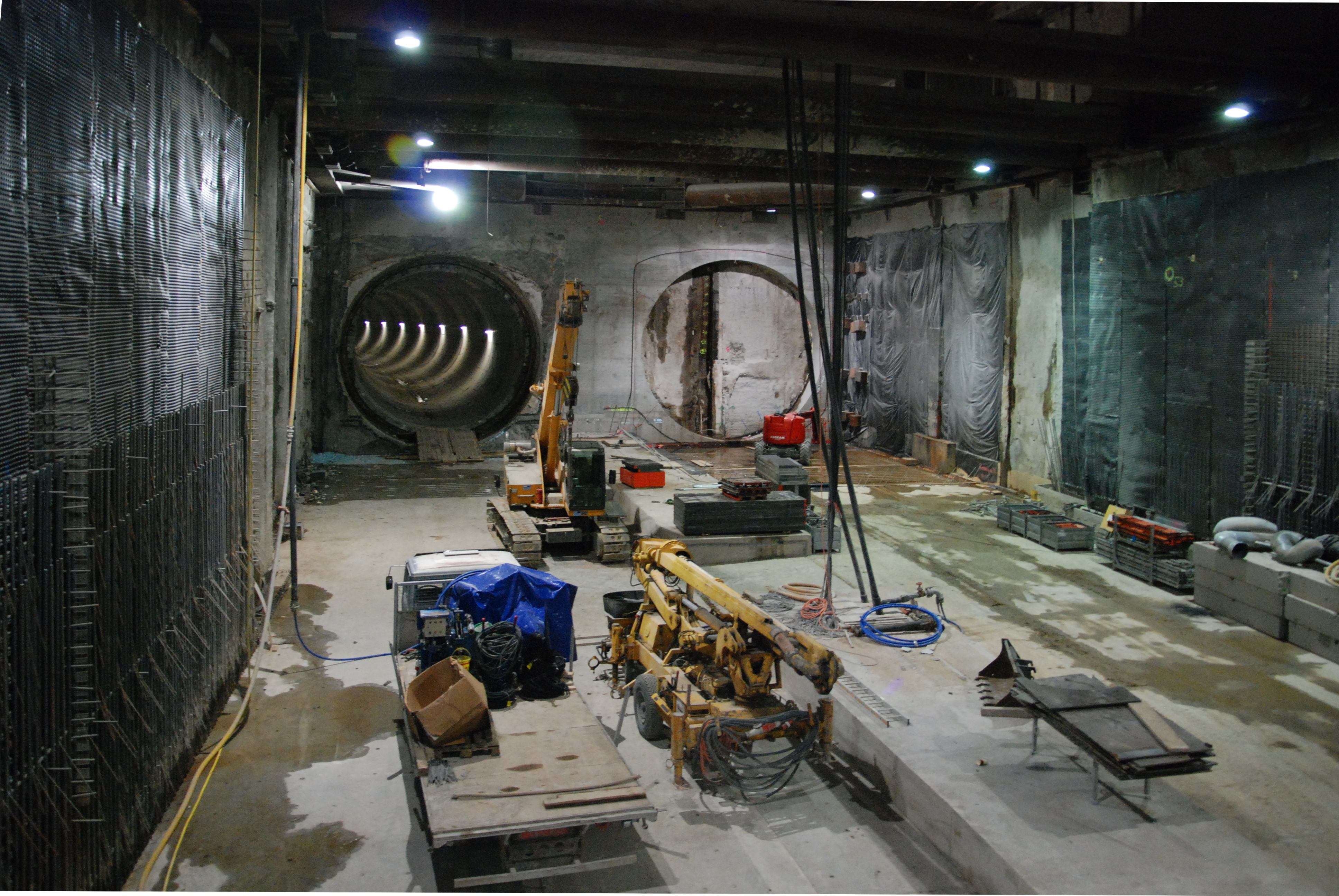
Herstellung des Rohbaus für die Station Markt (Mai 2008)

Zur Errichtung des Stationsbauwerks am Hauptbahnhof wurden mehrere verschiedene Technologien angewendet. Während der nördliche Teil im Bereich der Längsbahnsteighalle in offener Bauweise in einer Baugrube aus ausgesteiften Schlitzwänden errichtet werden konnte, musste das Hauptgebäude mit dem Dienstleistungszentrum bergmännisch unterquert werden. Hierfür war es erforderlich, Baugrubenwände in Form eines tragenden Frostkörpers zu errichten, die während der Bauzeit sowohl die Lasten des darüberliegenden Dienstleistungszentrums aufnahmen als auch vor anströmendem Grundwasser schützten. Diese rückverankerten und durch Spritzbeton gesicherten Eiswände waren 5 bis 9 Meter dick, 95 Meter lang und 12 Meter hoch. Um sie errichten zu können, entstanden mit einer kleinen Tunnelbohrmaschine zwei 100 bzw. 120 Meter lange Tunnel aus Fertigteilrohren mit einem Innendurchmesser von 2,40 Meter links und rechts neben dem späteren Stationsbauwerk. Aus diesen Tunneln heraus konnten schließlich 1232 Vereisungslanzen in den Boden eingebracht werden. Zusammen mit einer Ammoniak-Kompressionskälteanlage mit einer Kälteleistung von rund 1104 kW wurde dem Boden kontinuierlich Wärme entzogen, sodass das Grundwasser gefror. Im Schutz dieser Wände konnte schließlich die Baugrube gelenzt und abschnittsweise ausgehoben werden. Zur Unterquerung der Verkehrstrasse des Innenstadtrings vor dem Hauptbahnhof musste eine rund 97 Meter lange und 28 Meter breite Baugrube in Deckelbauweise errichtet werden. Die bis in 29 Meter Tiefe reichenden Zweiphasen-Schlitzwände wurden zur Minimierung der Verkehrseinschränkung abschnittsweise errichtet. Sie tragen eine massive Stahlbetondecke und wurden später Bestandteil des Stationsbauwerks selbst.
Die anderen Stationen wurden vollständig in offener Bauweise erstellt, ebenso die Tunnelabschnitte südlich der Station Bayerischer Bahnhof und nördlich der Station Hauptbahnhof. Zur Errichtung der Stationsrohbauten am Wilhelm-Leuschner-Platz und am Markt kam hierbei die sogenannte Deckelbauweise zum Einsatz. Die Baugrube am Bayerischen Bahnhof entstand in Wand-Sohle-Bauweise und diente in ihrem nördlichen Abschnitt gleichzeitig als Startbaugrube für die Tunnelbohrmaschine.

### Sicherung der Gebäude

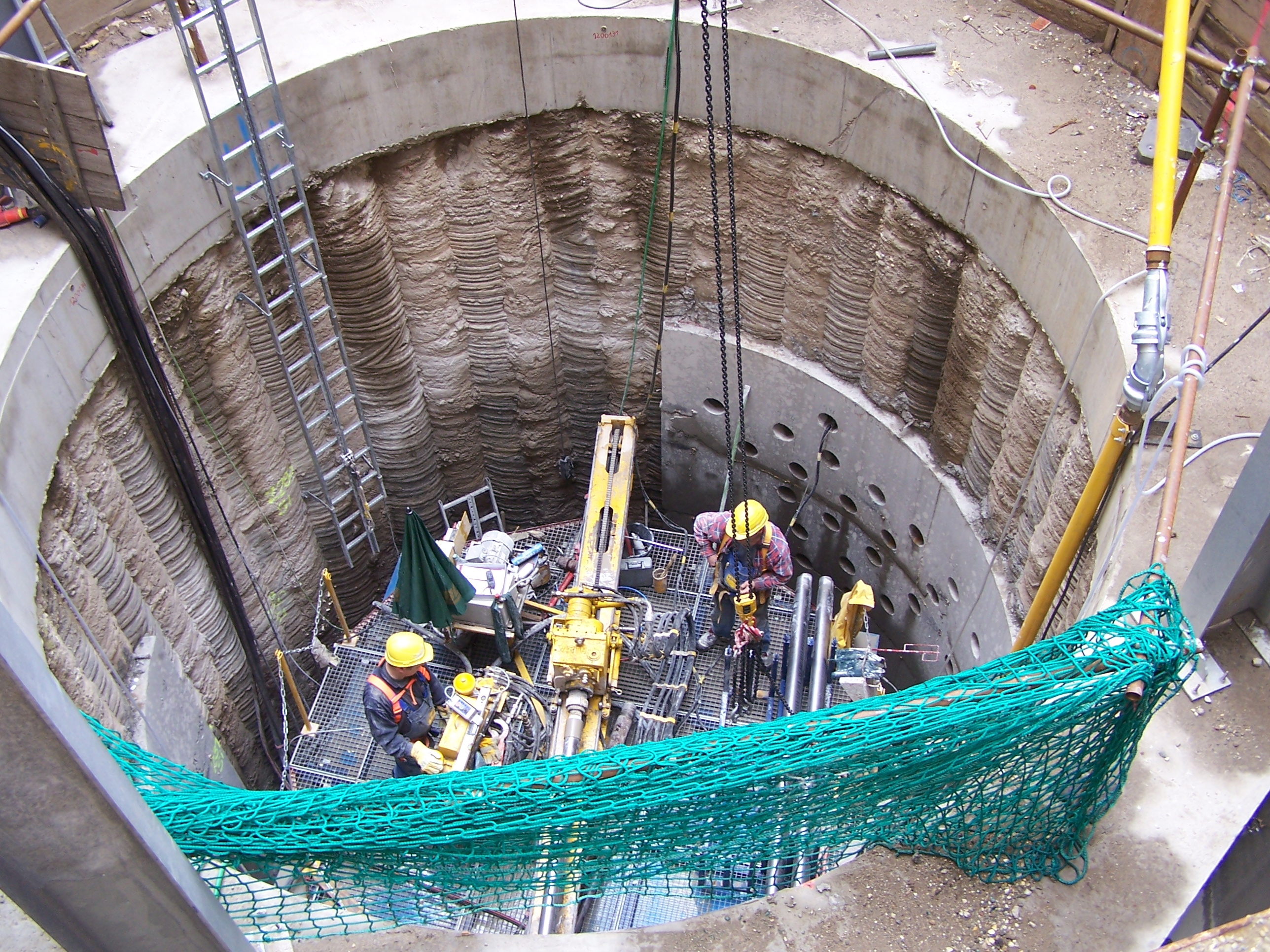
CGV-Schacht in der Härtelstraße (2006)

Beim Tunnelbau im Schildvortriebsverfahren ist nach Durchfahrt der Tunnelbohrmaschine eine Senkungsmulde zu erwarten, da auch bei sorgfältiger Arbeitsweise ein Bodenentzug (Nachsacken des Bodens nach Tunnelarbeiten oder Bergbauarbeiten) nicht vollständig vermieden werden kann. Dem Bau des City-Tunnels vorangegangene Untersuchungen ergaben je nach Untergrundverhältnissen unterschiedliche Breiten der Senkungsmulde, schließlich wurde eine Korridorbreite von 65 Metern festgelegt. In diesem Bereich war die maximale Senkung auf 20 Millimeter bei der ersten und 30 Millimeter bei der zweiten Tunnelfahrt zu begrenzen. Rund 60 Gebäude befinden sich in diesem Bereich und wurden eingeteilt in aktiv und in passiv zu sichernde Gebäude. Letztere wurden vor, während und nach der Bauphase messtechnisch überwacht und dokumentiert.
Bei den rund 30 aktiv zu sichernden Gebäuden war es erforderlich, durch technische Maßnahmen die zu erwartenden Senkungen gezielt auszugleichen. Dabei wurde das Compensation-Grouting-Verfahren (CGV) angewandt. Hierbei wurden an verschiedenen Orten insgesamt 15 sogenannte CGV-Schächte errichtet, von denen aus Horizontalbohrungen in mehreren Lagen mit einer Länge von jeweils bis zu 65 Metern erstellt wurden. In die horizontalen Bohrungen wurden Ventilrohre eingebaut und durch diese eine Zement-Suspension in den Boden gepresst, um zunächst den Boden zu verdichten und eventuell vorhandene Hohlräume zu verschließen. In einer zweiten Phase erfolgte durch weiteres Einpumpen ein kontrolliertes Anheben der Gebäude um bis zu fünf Millimeter, um die während des Schildvortriebs zu erwartenden Senkungen auszugleichen. Darüber hinausgehende Senkungen während des eigentlichen Vortriebs wurden durch weitere Hebungsinjektionen ausgeglichen. Die Hebungen und Senkungen wurden durch ein elektronisches Schlauchwaagensystem mit einer Genauigkeit von 0,25 Millimeter kontrolliert, rund 1350 Schlauchwaagen mussten vor Beginn der CGV-Bohrarbeiten installiert werden. Auch nach Beendigung des Vortriebs werden die Häuser weiterhin regelmäßig kontrolliert und gegebenenfalls weitere Nachverpressungen vorgenommen.
In Teilen der Petersstraße wurde ein etwa 250 Meter langer Versorgungstunnel aus DDR-Zeiten für die Verpressung genutzt. Er beginnt am Petersbogen und endet am Markt.

## Kosten und Finanzierung

### Frühschätzung und Finanzierungsüberlegungen
Die zu Beginn der 1990er Jahre eingeleiteten Vorplanungen und Wirtschaftlichkeitsuntersuchungen schlossen mit einem positiven Ergebnis ab, sodass im Jahr 1995 erstmals Kosten von rund einer Milliarde DM für den Tunnel sowie ein Nutzen-Kosten-Faktor von 2,4 bekanntgegeben wurden. Eine weitere Standardisierte Bewertung erfolgte 1997 und ermittelte einen Faktor von 2,7. Das Projekt war somit durch den Bund förderfähig, wobei die damals geplante Mitnutzung des Tunnels durch den Fernverkehr die Wirtschaftlichkeit des Projekts verbessern sollte. Mit der Aufnahme in das GVFG-Bundesprogramm nach Abschluss der Vorplanung sollte der Bund 60 Prozent der Kosten tragen, die beiden beteiligten Länder je 40 Prozent der im jeweiligen Land entstehenden Kosten. Ein Zuwachs von über 30.000 Beförderungsfällen pro Tag wurde erwartet.

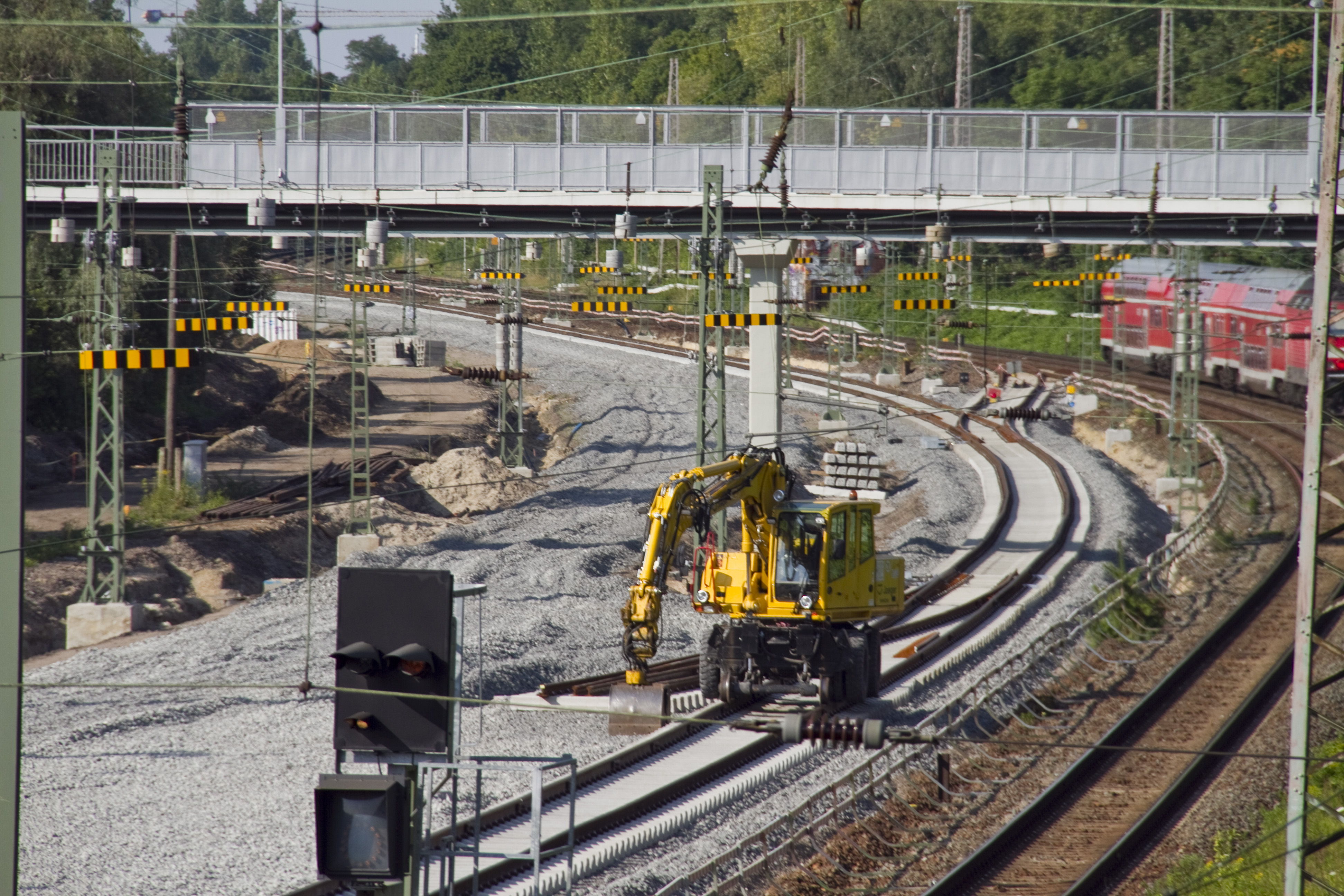
Der Umbau des Bahnhofs Leipzig-Connewitz gehörte zu den netzergänzenden Maßnahmen (Juli 2012)

Die erste Kostenübersicht in Höhe von 915 Millionen DM war Grundlage für die anstehenden Finanzierungsüberlegungen. Diese sahen vor, das Projekt entweder vollständig aus öffentlichen Mitteln (EU, Bund, Freistaat Sachsen, DB, Stadt Leipzig) zu finanzieren, oder teilweise mit privaten Mitteln im Rahmen einer Public Private Partnership (PPP). Aufgrund der zusätzlichen Zins- und Rückzahlungskosten bestanden gegen die PPP-Variante jedoch frühzeitig Bedenken. Nachdem der Bund im ersten Halbjahr 1999 ein EU-finanziertes Programm zum Ausbau der Verkehrsinfrastruktur in den neuen Bundesländern aufgelegt hatte, sollten 240 Millionen DM aus diesem Topf für das Projekt eingesetzt werden. Im Ergebnis der im Januar 2000 begonnenen Finanzierungsgespräche mit dem Bund sollten die erwarteten Kosten in Höhe von 915 Millionen DM durch die EU, die Deutsche Bahn, den Bund sowie aus Landes- und Kommunalmitteln finanziert werden. Die angegebenen Kosten beinhalteten sowohl die Tunnelstrecke selbst als auch netzergänzende Maßnahmen. Dazu zählt beispielsweise die Elektrifizierung der Bahnstrecke Borna–Geithain und Bauarbeiten zwischen Engelsdorf und Gaschwitz.

### Erste Kostensteigerung und Finanzierungsvereinbarung
Eine noch im Jahr 2000 vorgelegte Rahmenfinanzierungsvereinbarung wurde zur Ratifizierung vorbereitet, jedoch nicht abgeschlossen, nachdem die Deutsche Bahn aufgrund allgemeiner Kostensteigerungen eine nochmalige Kostenüberprüfung in die Wege leitete. Die ursprüngliche 915-Millionen-DM-Kalkulation wurde aufgrund hoher Risiken verworfen. Durch veränderte, konservative Bauverfahren, erhöhte Einheitspreise und wesentlich höhere Brandschutzanforderungen wurden die erwarteten Projektkosten (einschließlich netzergänzender Maßnahmen) auf 1,118 Milliarden DM (571,62 Millionen Euro) geschätzt. Diese Gesamtkosten wurden der im März 2002 abgeschlossenen Finanzierungsvereinbarung zugrunde gelegt. Darin wurde folgende Finanzierung festgeschrieben:
- Bund: 191,73 Millionen Euro
- Freistaat Sachsen: 182,02 Millionen Euro
- Europäische Union (EFRE-Programm): 168,73 Millionen Euro
- Deutsche Bahn: 16,36 Millionen Euro
- Stadt Leipzig: 12,78 Millionen Euro

Im Jahr 2006 wurden die bewilligten EFRE-Mittel zum Ende der Förderperiode von 168,73 auf 127,59 Millionen Euro zurückgefahren, die inzwischen vollständig abgerufen wurden. Für die von 2007 bis 2013 laufende Folge-Förderperiode wurden am 29. Juli 2011 weitere Mittel in Höhe von 77,3 Millionen Euro für die technische Ausrüstung des Tunnels und für den Ausbau der unterirdischen Stationen genehmigt. Weitere rund 20 Millionen Euro wurden im Mai 2013 für netzergänzende Maßnahmen (u. a. Streckenelektrifizierung) bewilligt.

### Weitere Kostensteigerungen
Die als Bauherrenvertretung eingesetzte DEGES rechnete im Dezember 2006 bereits mit Gesamtkosten von 585 Millionen Euro. Eine Risikoanalyse der Deutschen Bahn ging damals von möglichen Mehrkosten von bis zu 73 Millionen Euro aus. Im Dezember 2007 wurde die Höhe der Mehrkosten auf 133 Millionen Euro geschätzt, sodass nunmehr Gesamtkosten in Höhe von 705 Millionen Euro erwartet wurden. Laut Angaben des Sächsischen Verkehrsministers Morlok seien Mehrkosten von etwa 200 Millionen Euro von Anfang an klar erkennbar gewesen.
Nachdem die voraussichtlichen Gesamtkosten bis Ende November 2009 auf 893 Millionen Euro angestiegen waren, prüfte der Sächsische Rechnungshof das Projekt. Ein Jahr später wurde eine weitere Kostensteigerung auf schließlich 960 Millionen Euro bekannt. Davon hätte der Freistaat Sachsen 495,6 Millionen Euro, die Europäische Union 224,8 Millionen, die Bundesrepublik Deutschland 210 Millionen, die Deutsche Bahn 17,9 Millionen, die Stadt Leipzig 7,2 Millionen und der Zweckverband Nahverkehrsraum Leipzig 4,2 Millionen getragen.
Anfang Mai 2014 senkte das Sächsische Wirtschaftsministerium die prognostizierten Gesamtkosten von 960 auf 935 Millionen Euro. Nach Angaben des Ministeriums habe sich die Einbindung des Sächsischen Rechnungshofes, 2009, positiv auf die weitere Kostenentwicklung ausgewirkt. Unter anderem seien die netzergänzenden Maßnahmen billiger als zuletzt noch erwartet. Der Finanzierungsanteil des Freistaats Sachsens an den netzergänzenden Maßnahmen wurde von 98,4 auf 80,5 Millionen Euro gesenkt. Der Anteil des Freistaats an den Gesamtkosten beträgt voraussichtlich 470,5 Millionen Euro (Stand: Mai 2014). Eine Schlussrechnung steht aus (Stand: Mai 2014).
Vertraglich war geregelt, dass sich der Bund lediglich im Rahmen der allgemeinen Lohn- und Preissteigerungsrate an den Mehrkosten beteiligt. Die Mehrkosten werden im Wesentlichen durch den Freistaat Sachsen getragen. Dessen Anteil erhöhte sich um 316 Millionen Euro. Der Bundesanteil erhöhte sich um 72,6 Millionen Euro, davon 56 Millionen Euro EFRE-Mittel. Mehrkosten in Höhe von etwa 1,5 Millionen Euro übernahm die Deutsche Bahn.

## Kritik
Die erheblich gestiegenen Baukosten sowie die lange Bauzeit wurden von verschiedenen Seiten kritisiert. Der Sächsische Rechnungshof wies auf die zu gering angesetzten Planungskosten und Risiken hin, auf eine zu optimistische Terminplanung sowie auf das für den Freistaat unvorteilhafte Vertragswerk, nach dem der Anteil des Freistaats von ursprünglich 182 Millionen Euro auf knapp 500 Millionen Euro anstieg, die Kosten der Stadt Leipzig jedoch unverändert blieben. Politiker wie der Leipziger Grüne Felix Ekardt stellten die Fokussierung von Landesmitteln auf dieses Großprojekt in Frage.
Weiterhin standen die teilweise entstehenden Reisezeitverlängerungen aus dem östlichen Stadtgebiet sowie den Gemeinden entlang der Bahnstrecke Leipzig–Dresden zum Hauptbahnhof in der Kritik, die sich aufgrund der ungünstigen Einführung dieser Linien von Süden in den City-Tunnel ergeben.
Kritiker bezweifeln, dass angesichts der im Fünfminutentakt verkehrenden S-Bahnzüge ein sinnvoller Mischbetrieb mit dem Fernverkehr im Tunnel überhaupt möglich ist, obwohl dieser in die Kosten-Nutzen-Analyse mit einging. Aufgrund der Entscheidung, für den Verkehr in Richtung Chemnitz die Streckenführung über Bad Lausick (statt über Borna) auszubauen, würden Fernverkehrszüge nach Chemnitz jedoch ohnehin nicht den City-Tunnel nutzen. Für Fernverkehrslinien durch den Tunnel in Richtung Zwickau und Hof gibt es zudem keine konkreten Planungen.
Während der Baumaßnahmen beklagten Händler in der Innenstadt teilweise erhebliche Umsatzrückgänge sowie Überschreitungen der Lärmschutzgrenzwerte.

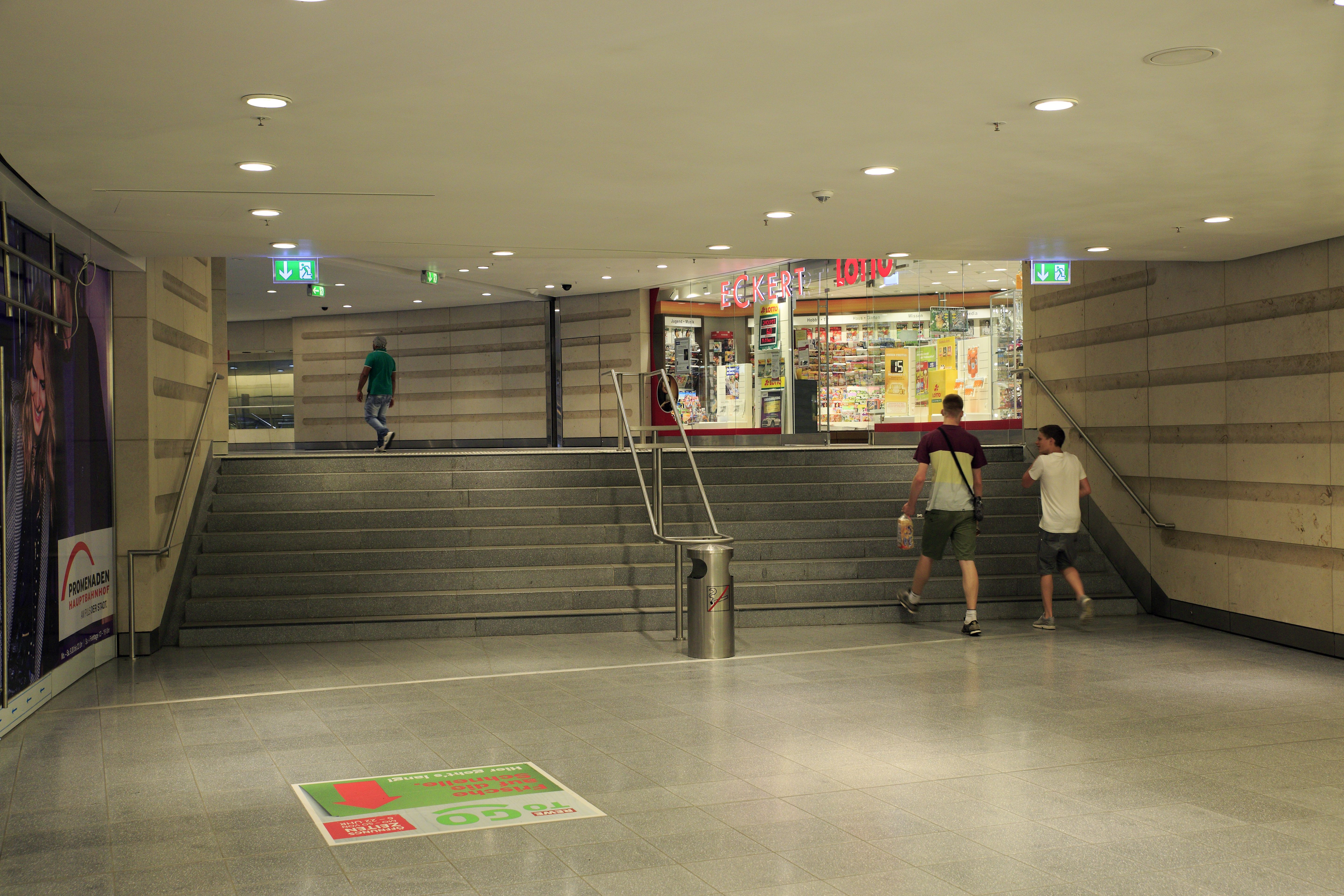
Treppe im neuen Fußgängertunnel zur Innenstadt, Zustand nach Inbetriebnahme

Kritik gab es auch an der Ausführung des neuen Fußgängertunnels, der den Tunnelbahnsteig mit der untersten Ebene des Einkaufszentrums unter dem Querbahnsteig des Hauptbahnhofs verbindet. Zunächst wurde er mit einem Treppenbauwerk realisiert und war deshalb für Rollstuhlfahrer und Personen mit Kinderwagen nicht passierbar. Der Tunnelbahnsteig konnte daher von den betroffenen Personen nur über einen Aufzug auf der Innenstadtseite oder am Nordende aus der westlichen Bahnsteighalle des Hauptbahnhofs erreicht werden. Nach Aussage der Bauleitung sei bereits während der Ausschreibung keine barrierefreie Lösung vorgesehen gewesen. Die Nachrüstung eines Aufzuges auf Kosten der Stadt erfolgte 2016, die Bahnsteige der Straßenbahn sind jedoch noch immer nicht direkt barrierefrei erreichbar.

## Streckenbeschreibung

### Verlauf

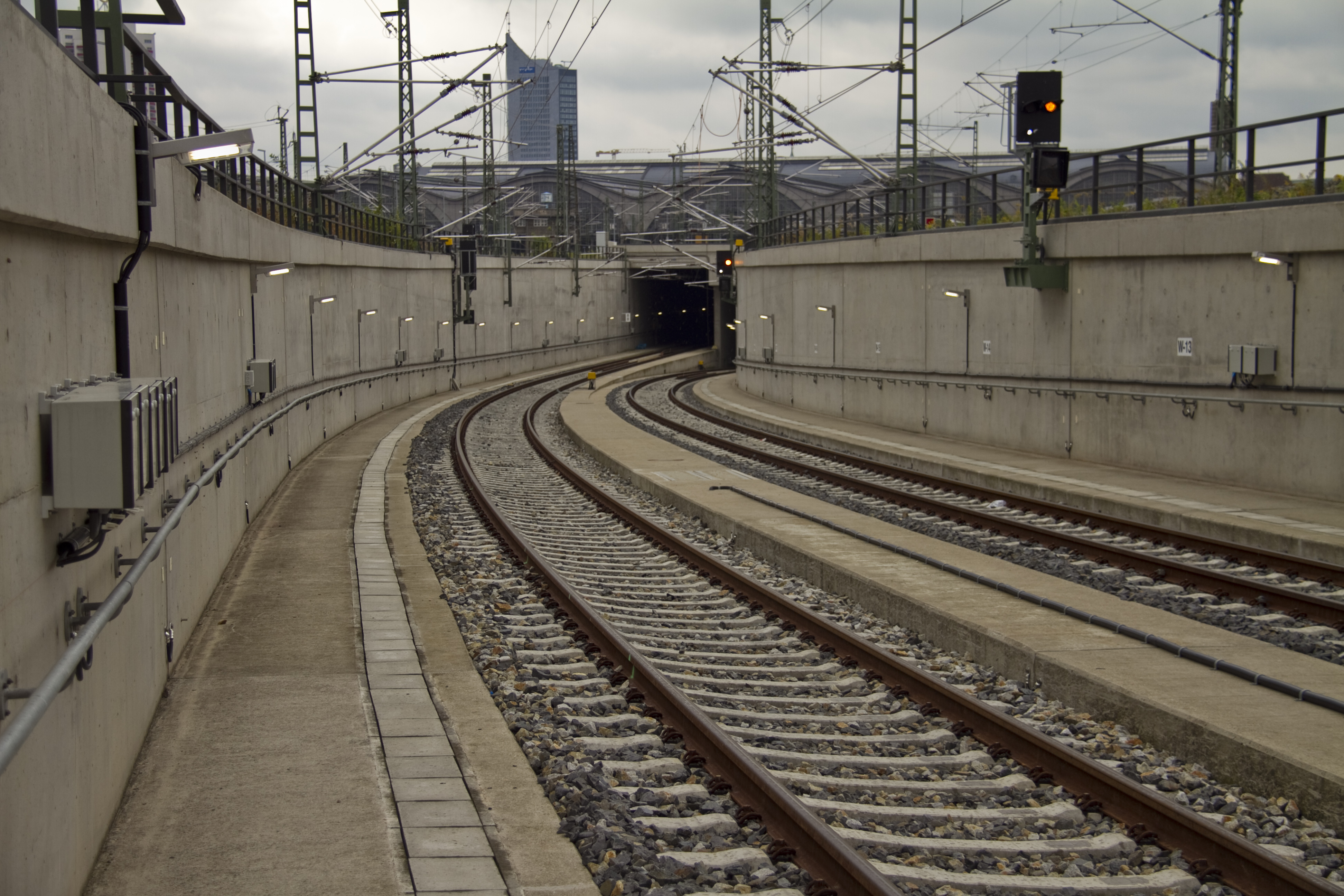
Tunnelrampe und Westportal am Hauptbahnhof (2013)

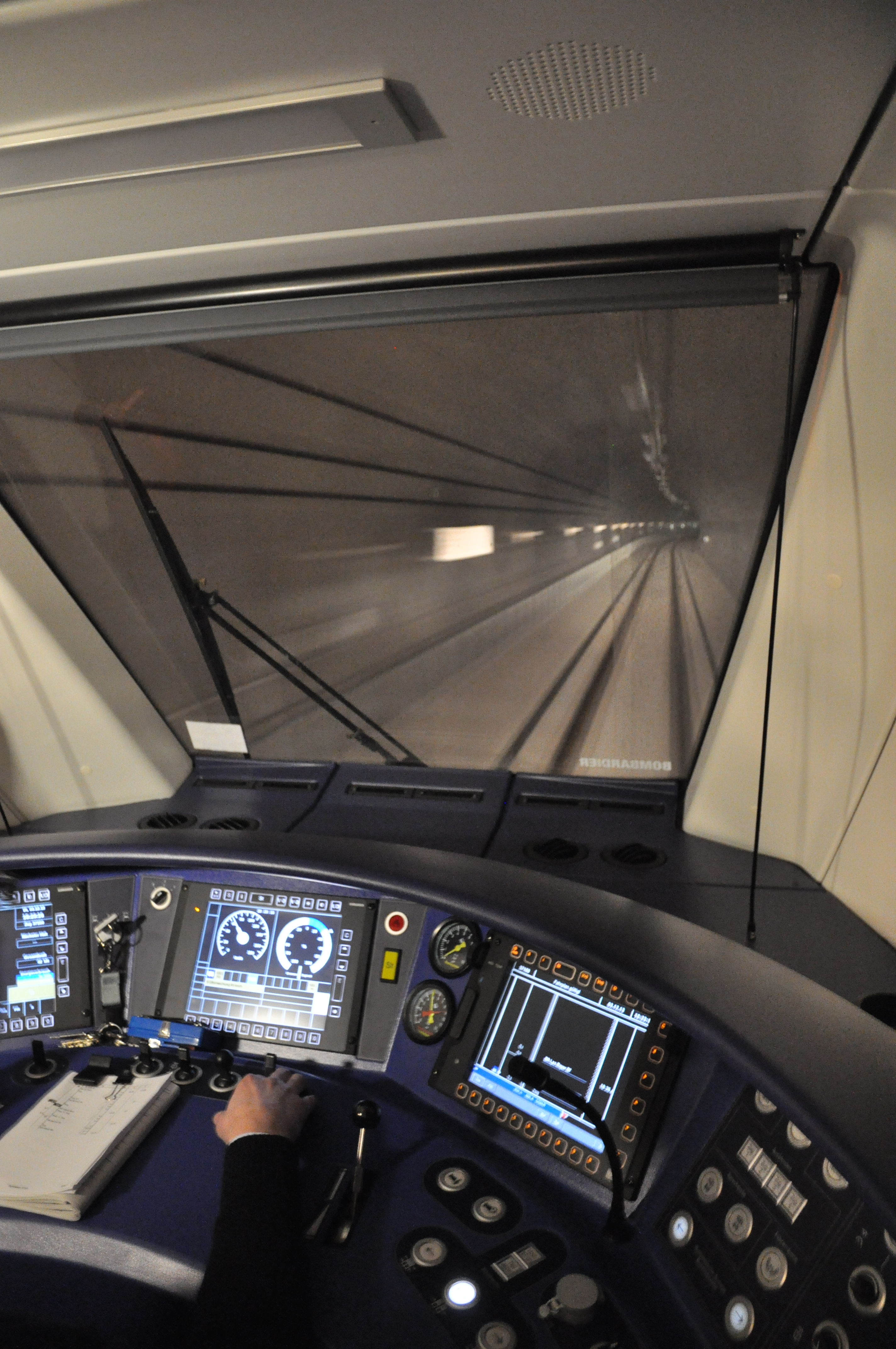
Führerstandsperspektive auf einer S-Bahn im Tunnel

Die Strecke verläuft in Form eines Bogens annähernd in Süd-Nord-Richtung unter der Leipziger Innenstadt. Der Tunnel selbst besteht nördlich des Hauptbahnhofs aus zwei jeweils zweigleisigen Tunnelästen mit den Portalen Nord und West. Diesen ist jeweils ein Rampenbauwerk vorgelagert. Beide Tunneläste vereinigen sich höhenfrei in einem unterirdischen Überwerfungsbauwerk und führen anschließend zweigleisig in die Station Leipzig Hauptbahnhof (tief). Südlich der Station beginnen die beiden eingleisigen Tunnelröhren, die unter der Petersstraße und der Windmühlenstraße bis zur Station Leipzig Bayerischer Bahnhof (tief) führen und unterwegs von den Stationen Leipzig Markt und Leipzig Wilhelm-Leuschner-Platz unterbrochen sind. Südlich der Station Leipzig Bayerischer Bahnhof (tief) schließt sich ein zweigleisiger Tunnel an, abgeschlossen vom Portal Süd und einer anschließenden Tunnelrampe. Die folgende Station Leipzig MDR (Planungsname Semmelweisstraße) befindet sich bereits außerhalb des Tunnels, aber noch im Trog der Tunnelrampe. Südlich dieser Station trennt sich die Strecke am Überwerfungsbauwerk Süd in zwei zweigleisige Streckenäste Richtung Leipzig-Connewitz bzw. Leipzig-Stötteritz.
Die Länge des unterirdischen Streckenabschnitts zwischen den Portalen Nord und Süd beträgt 3187 Meter. Hinzu kommen 458 Meter vom Abzweig nördlich der Station Hauptbahnhof bis zum Nordwestportal. Die Tunnellängen zwischen den Stationen betragen 434 Meter zwischen Hauptbahnhof und Markt, 404 Meter zwischen Markt und Wilhelm-Leuschner-Platz sowie 628 Meter zwischen Wilhelm-Leuschner-Platz und Bayerischem Bahnhof. Im letztgenannten Tunnelabschnitt musste aufgrund dessen Länge aus Sicherheitsgründen ein Querschlag zwischen den beiden Röhren eingebaut werden.
Die Trasse wurde mit einem minimalen Kurvenradius von rund 500 Metern für eine Geschwindigkeit von 80 km/h entworfen. Die maximale Längsneigung liegt bei 40 Promille in den Rampenbereichen und rund 25 Promille im Tunnelbereich. Die nördliche Rampe weist ein Gefälle von 40 Promille auf, die südliche Rampe von 35 Promille.
Die Überdeckung des Tunnels schwankt zwischen fünf und zwölf Metern. Der geringste Abstand zwischen Bauwerksgründung und Tunneldecke befindet sich unter dem Petersbogen (Tiefgarage) bei 2,20 Metern. Die Tunnelstationen liegen 17 bis 22 Meter unter dem Gelände.

### Einbindung in das bestehende Netz

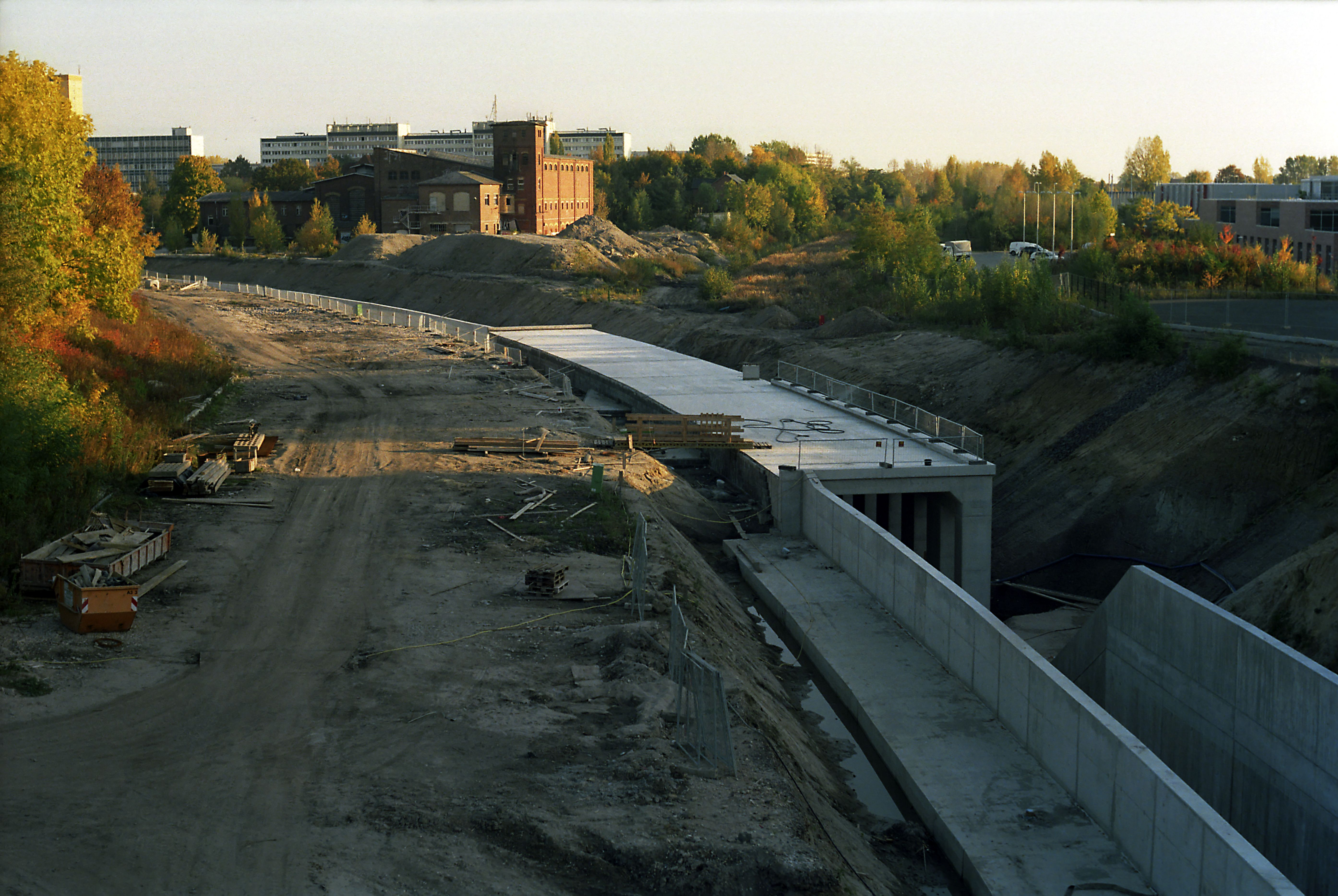
Kreuzungsbauwerk Süd im Bau (2008)

Im Norden schließen die Strecken aus Bitterfeld (Strecke 6411), aus Eilenburg (Strecke 6360) sowie vom Flughafen Leipzig/Halle (Strecke 5919) an den Tunnel an. Im Nordwesten sind die Strecken aus Halle/Saale (S-Bahn-Strecke 6382) sowie aus Leutzsch (Strecke 6367) angebunden. Zur höhenfreien Verknüpfung der Streckenäste aus Norden und aus Nordwesten entstand ein unterirdisches Kreuzungsbauwerk zwischen den beiden Tunnelportalen und der Station Hauptbahnhof (tief), in dem das Richtungsgleis nach Halle/Saale über die beiden Gleise der Nordrampe geführt wird. Die Entflechtung der Strecken aus Halle und aus Leutzsch erfolgt am neu errichteten Kreuzungsbauwerk MTh, benannt nach dem früher hier gelegenen Magdeburg-Thüringer Bahnhof. Weiterhin entstand ein neues Verbindungsgleis nördlich der Station Leipzig Nord zur höhenfreien Einfädelung der Strecke aus Eilenburg in die Strecke aus Bitterfeld.
Darüber hinaus wurden seit Sommer 2012 die beiden Gewölbebrücken über die Parthe sowie die parallel verlaufenden Brücken über die Berliner Straße und die Rackwitzer Straße abgebrochen und neu errichtet. Die Brücke an der Rackwitzer Straße wurde aus denkmalpflegerischen Gründen in Anlehnung an das ursprüngliche Bauwerk gestaltet. Die Brücke über die Rackwitzer Straße war Mitte 2015 fertiggestellt, die allerdings stark verkleinerte über die Berliner Straße im Bereich des Bahnhofs Leipzig MTh Mitte 2017. Rund 30 Millionen Euro wurden hierbei investiert.
Zur Einbindung des Tunnels im Süden entstand das Kreuzungsbauwerk Süd, wo die Strecken nach Stötteritz und nach Connewitz höhenfrei ausfädeln.

### Betriebsstellen
Zusammen mit dem City-Tunnel wurden vier unterirdische sowie zwei oberirdische Stationen neu errichtet. Diese werden von den Zügen der S-Bahn Mitteldeutschland angefahren. Die Bahnsteighöhe liegt einheitlich bei 550 Millimetern. Alle Stationen sind mittels Aufzügen bzw. Rampen barrierefrei zugänglich.
 Leipzig Nord

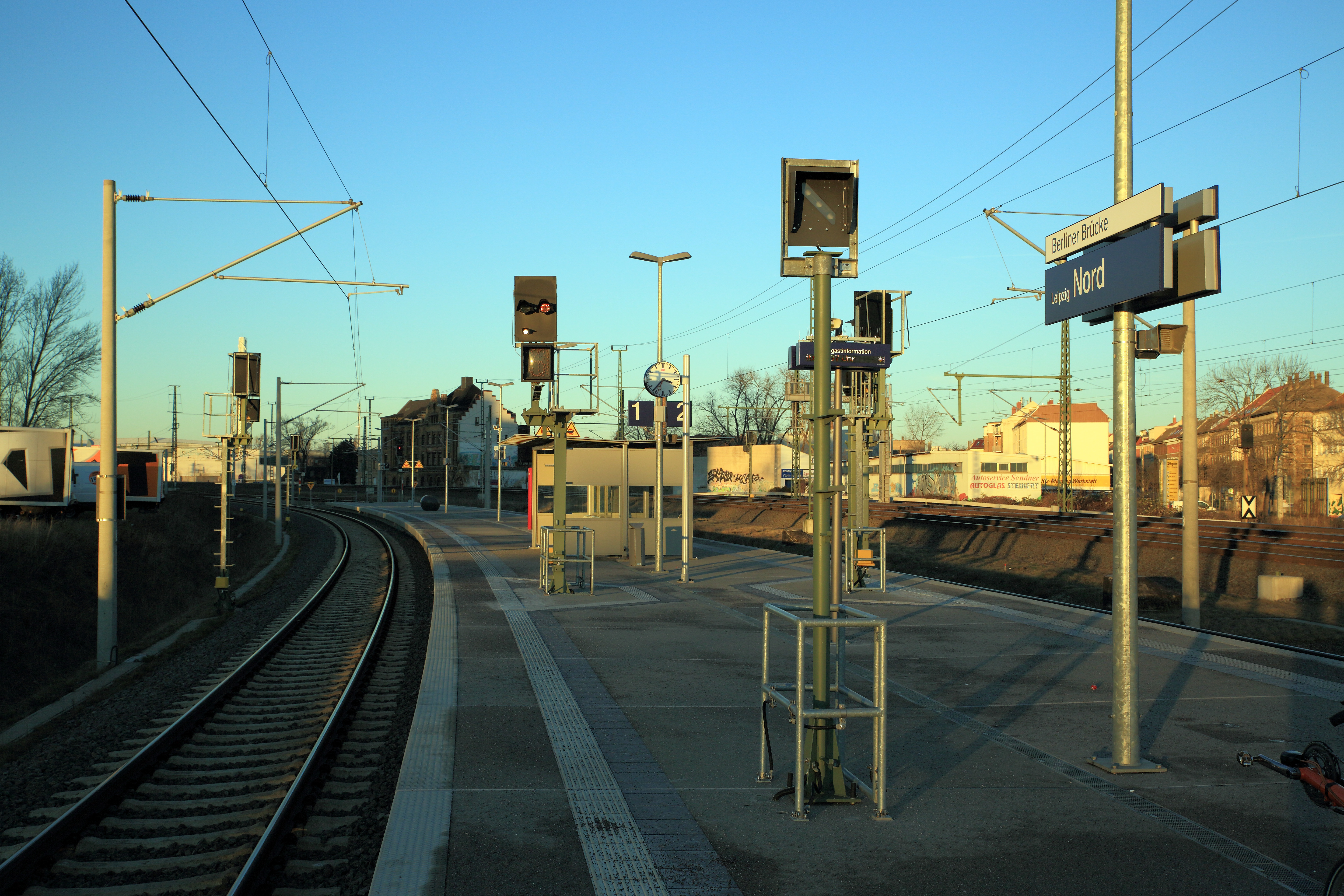
Hp Leipzig Nord

Die neuerbaute oberirdische Station Leipzig Nord (Kürzel LLN) ist Bestandteil der Nordeinbindung des City-Tunnels in das bestehende Netz. Der Planungsname lautete Theresienstraße. Errichtet wurde ein 140 Meter langer Inselbahnsteig nördlich der Berliner Brücke. Der Bahnsteig liegt zwischen dem bisherigen Richtungsgleis Leipzig–Trebnitz der Strecke 6411 von Bitterfeld und dem Streckengleis der Strecke LE/6360 nach Eilenburg, die in diesem Bereich umverlegt wurden. Mit der Inbetriebnahme wurden sie zur Tunnelstrecke 6396 Leipzig Bayer Bf–Leipzig Nordkopf umgewidmet. Damit wurde die Strecke Trebnitz–Leipzig in diesem Bereich eingleisig. Der Zugang erfolgt mittels Treppe und Rampe vom bereits bestehenden – die Theresienstraße mit der Mockauer Straße verbindenden – Fußgängertunnel. Um den für den vorgesehenen Inselbahnsteig erforderlichen Platz zu gewinnen und das bisherige Streckengleis Leipzig–Eilenburg seitlich verschieben zu können, musste der Fußgängertunnel auf der Westseite verlängert werden. Auffällig ist für eine Zugangsstelle in Zentrumsnähe, dass es weder einen angemessenen Wetterschutz noch Zugzielanzeiger gibt.
Betrieblich handelt es sich um einen Bahnhofsteil des Hauptbahnhofs, dessen südliche Grenze hinter dem Überwerfungsbauwerk Süd an der Richard-Lehmann-Straße liegt.
 Leipzig Hbf (tief)

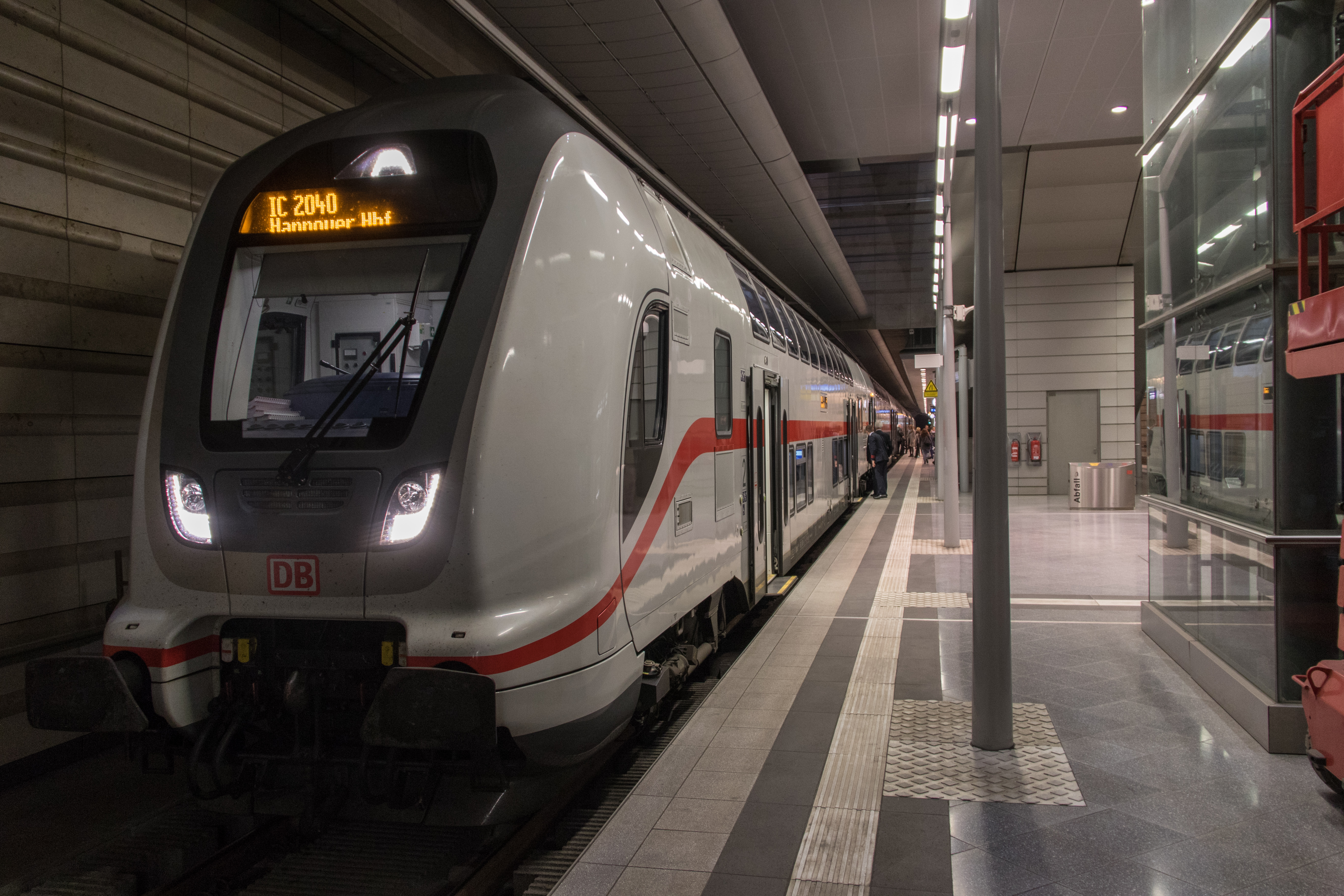
Leipzig Hbf (tief) mit Bombardier Twindexx Vario (2017)

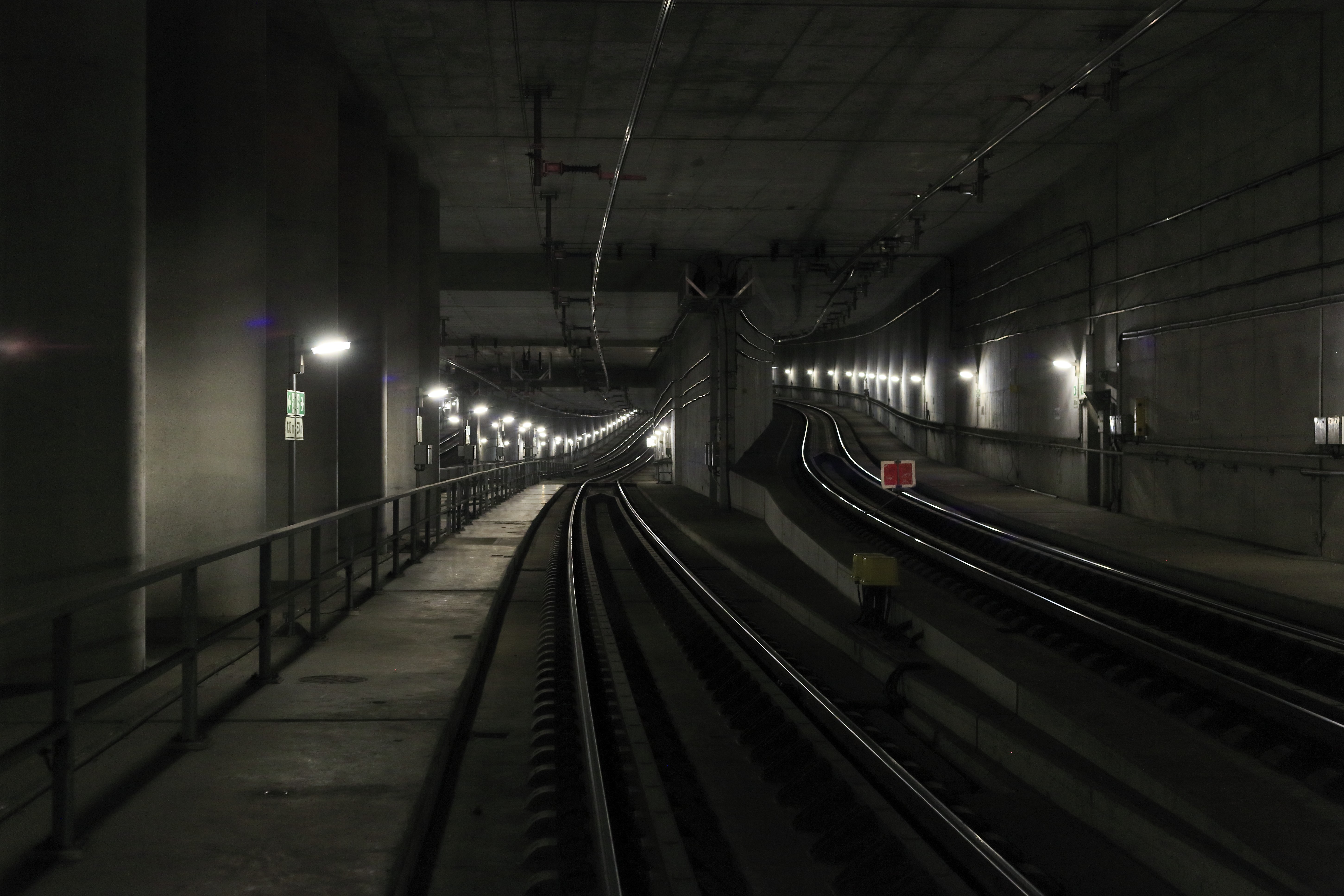
Kreuzungsbauwerk Nord

Der neue Tunnelbahnsteig Leipzig Hbf (tief) befindet sich im westlichen Bereich der Bahnhofshalle des Leipziger Hauptbahnhofs unter den ehemaligen Bahnsteiggleisen 3 bis 5. Er verläuft in Nord-Süd-Richtung. Am 215 Meter langen Inselbahnsteig liegen die neuen Bahnsteiggleise 1 und 2. Er beginnt etwa in der Mitte der Bahnsteighalle, unterquert den Querbahnsteig, das Hauptgebäude sowie den Innenstadtring und endet auf der Südseite des Willy-Brandt-Platzes an der Nikolaistraße.
Der Tunnelbahnsteig besitzt zwei Zugänge. Vom Querbahnsteig aus ist er über das große Atrium zu erreichen, hier besteht Übergang zum oberirdisch verlaufenden Fern- und Regionalverkehr. Am Südende des Bahnsteigs schließt sich eine Verteilerebene sowie der neu errichtete Fußgängertunnel unter dem Innenstadtring an. Von diesem bestehen Ausgänge zur Einkaufspromenade im Hauptbahnhof, zu den Haltestellen der Straßenbahn sowie in die nördliche Innenstadt zur Nikolaistraße. Insgesamt sind zehn Fahrtreppen und drei Aufzüge installiert, außerdem verfügt der Tunnelbahnhof über zwei Notausgänge.
Die Wandflächen der Station sind mit Natursteinplatten verkleidet, die Decken mit einer Stahl- und Aluminium-Fassade.
Nördlich der Tunnelbahnsteighalle schließen sich das unterirdische Überwerfungsbauwerk Nord sowie die Nord- und die Westrampe an. In Richtung Nordrampe besteht die bauliche Option, den Bahnsteig auf 400 Meter zu verlängern.
 Leipzig Markt

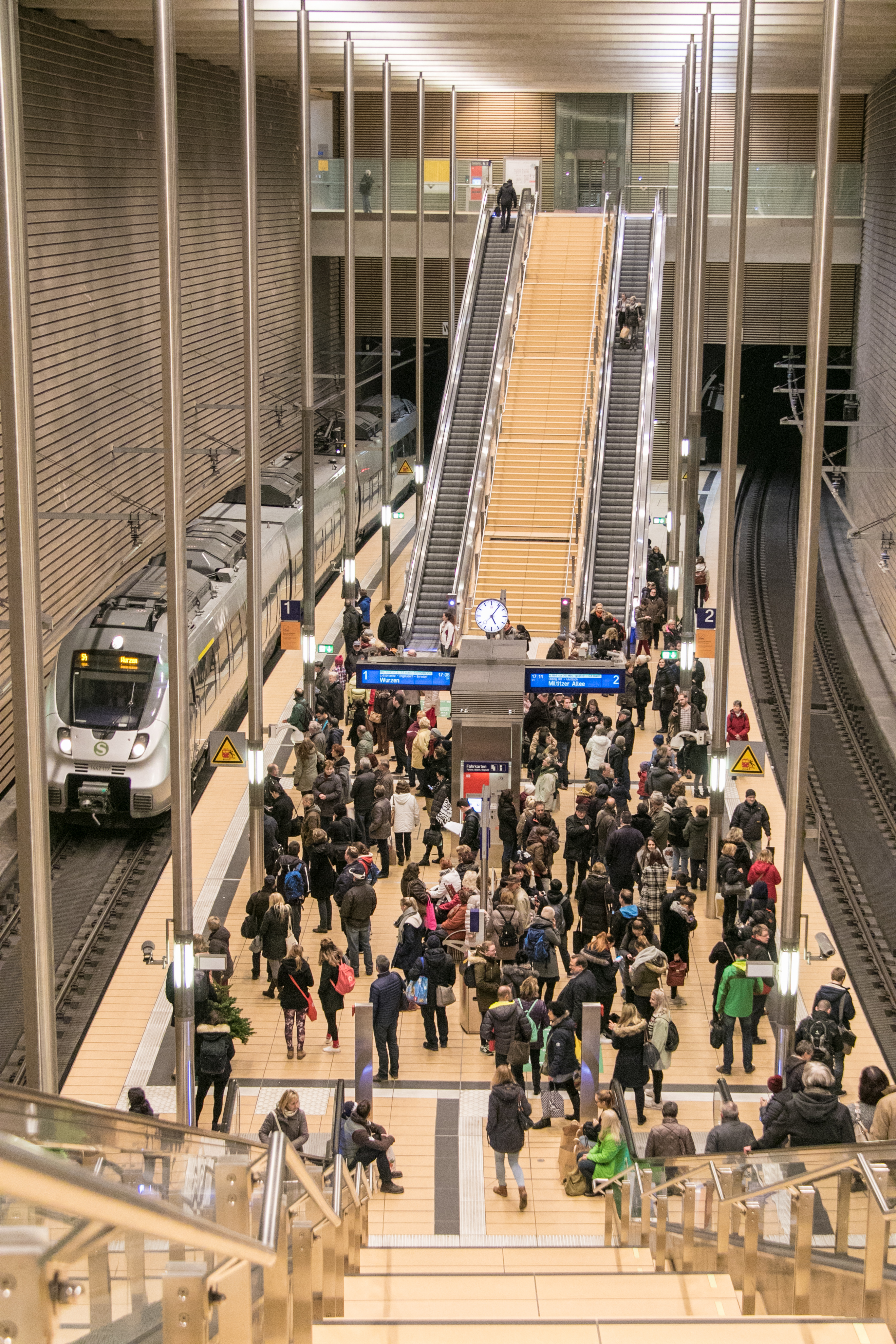
Leipzig Markt (2016)

Direkt unter dem Marktplatz liegt der Haltepunkt Leipzig Markt (Kürzel LLMK) in Nord-Süd-Richtung in 22 Metern Tiefe. Er verfügt über einen 140 Meter langen Inselbahnsteig. Ein Nord- und ein Südzugang führen an die Oberfläche. Während im Nordzugang ein Aufzug integriert ist, befindet sich in der südlichen Vorhalle eine Verkaufsstelle „S-Punkt“ der S-Bahn Mitteldeutschland. Insgesamt sechs Fahrtreppen ermöglichen den bequemen Zugang, weiterhin sind zwei Notausgänge vorhanden. Zwischen der Zugangshalle auf der Südseite und der Straßenebene mit dem historischen Zugangsbauwerk des Untergrundmessehauses gibt es jedoch nur feste Treppen.
Die Wandflächen sind mit Terrakottaplatten verkleidet. Durch ihre Neigung sind sie verschmutzungsanfällig. Am Südzugang wurde die historische Treppenanlage des früheren Untergrundmessehauses mit seinen massiven Natursteinblöcken und Art-déco-Elementen originalgetreu wiedererrichtet und einbezogen. Zwei Panoramafenster mit Sitzstufen in der südlichen Vorhalle ermöglichen einen Blick direkt auf die Gleis- und Bahnsteiganlagen. Die nach hinten geneigten Wandverkleidungsplatten verschmutzen durch den sich absetzenden Staub auffällig stark, sie sind unter Betriebsverhältnissen kaum zu reinigen.
 Leipzig Wilhelm-Leuschner-Platz

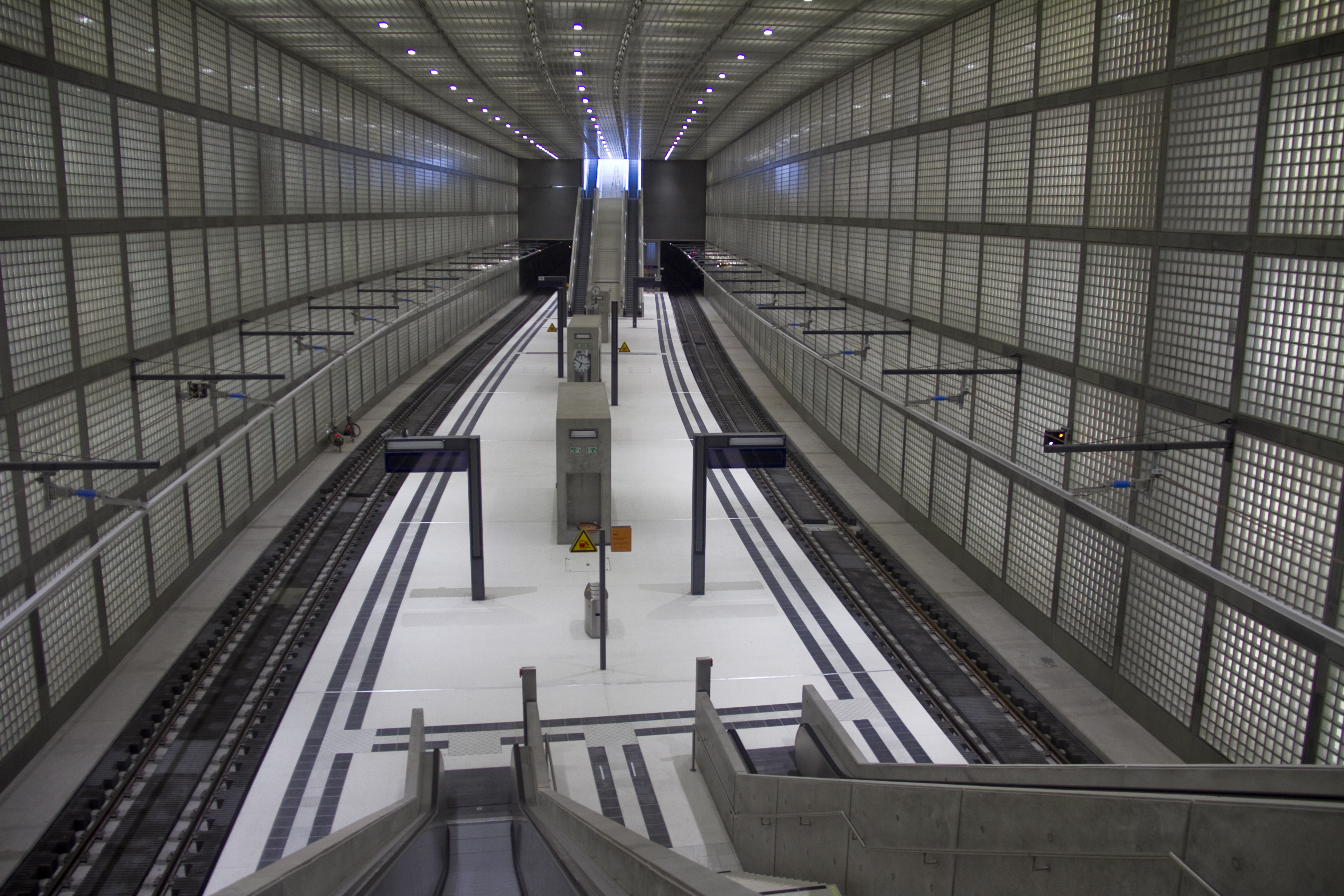
Leipzig Wilhelm-Leuschner-Platz (2013)

Der Haltepunkt Leipzig Wilhelm-Leuschner-Platz (Kürzel LLWP) erstreckt sich in Nord-Süd-Richtung in rund 20 Metern Tiefe unter dem Martin-Luther-Ring bis zur Mitte des Wilhelm-Leuschner-Platzes. Erschlossen ist der 140 Meter lange Inselbahnsteig über einen Nordzugang an der Petersstraße zur südlichen Innenstadt sowie über einen Südzugang auf dem Wilhelm-Leuschner-Platz. Ein direkter Zugang von der Straßenbahnhaltestelle am Martin-Luther-Ring besteht nicht. Jeder der beiden Zugänge verfügt über einen Aufzug und zwei zweistufige Fahrtreppen. Zusätzlich ist jeweils ein Notausgang integriert.
Der Architekt Max Dudler wählte Sichtbeton und Glas als vorherrschende Baustoffe der Station. Die Wand- und Deckenfassade besteht aus fast 130.000 Glasbausteinen und wird mit rund 700 Leuchten von hinten angestrahlt. Am 13. November 2013 wurde die Station mit dem Architekturpreis der Stadt Leipzig zur Förderung der Baukultur 2013 ausgezeichnet. Im Rahmen der Serie „U-Bahn-Stationen“ erschien am 6. April 2023 eine Sonderbriefmarke mit dem Nennwert 85 Eurocent der Deutschen Post. Sie zeigt einen Blick auf den Bahnsteig mit der Wand- und Deckenfassade aus Glasbausteinen.
Leipzig Bayer Bf (tief)

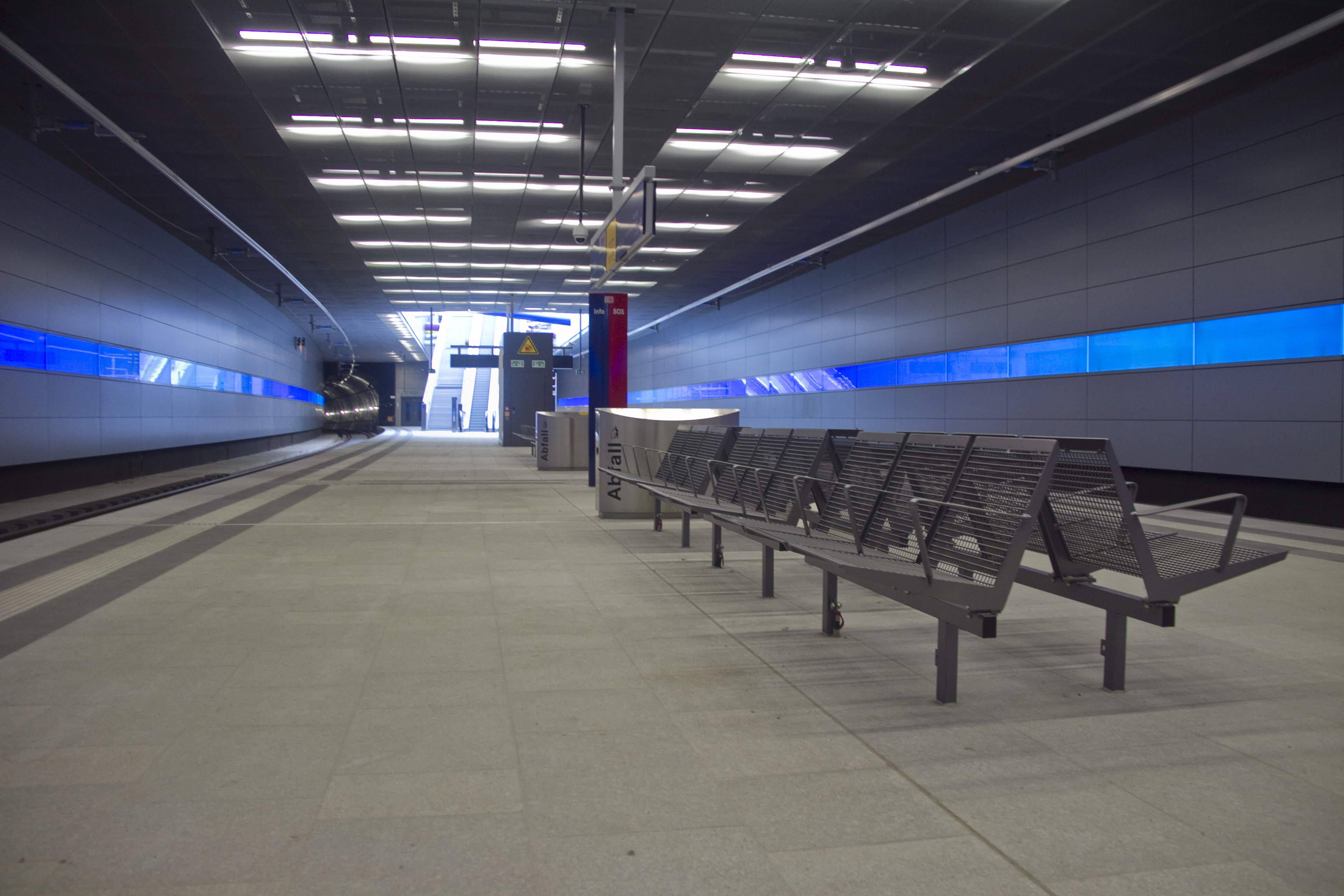
Leipzig Bayerischer Bahnhof (2013)

Die neue Station Leipzig Bayer Bf befindet sich direkt unter der Bahnsteighalle des früheren gleichnamigen Kopfbahnhofs. Dessen historischer Portikus steht nun rechtwinklig direkt auf der Station. Der 140 Meter lange Inselbahnsteig liegt in 20 Metern Tiefe. Der Nordzugang mündet auf den Bayrischen Platz, der Südzugang führte anfangs nur zur Straße des 18. Oktober. Erst seit Herbst 2016 gibt es auf der Südseite auch einen Zugang von der Kohlenstraße und damit zur Südvorstadt, dem Hauptzugang vor dem Tunnelbau. Beide Zugänge verfügen über jeweils einen Aufzug, der Nordzugang zusätzlich über zwei Fahrtreppen. Zusätzlich sind zwei Notausgänge vorhanden.
Die Stationswände sind mit silberfarbenen Aluminiumtafeln verkleidet, ein darin integriertes Farblichtband mit wechselnden Lichtfarben erstreckt sich jeweils über die gesamte Bahnsteiglänge. Die beiden Zugangsbauwerke sind mit Sichtbeton und einem Glasdach gestaltet, farbige Querstreben lockern diese auf.
Unmittelbar südlich des Bahnhofs schließen sich die Südrampe und das Südportal des City-Tunnels an.
 Leipzig MDR

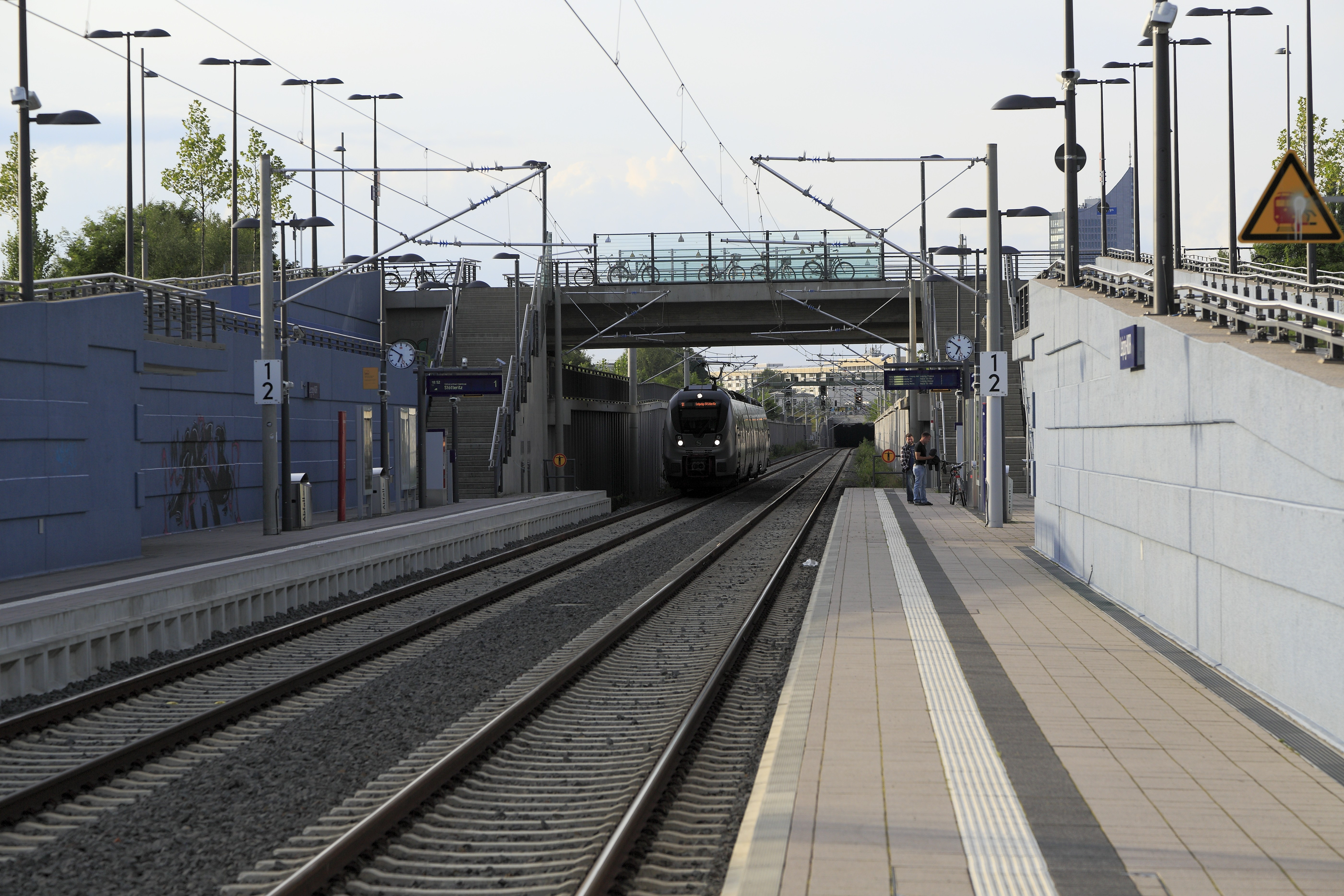
Hp Leipzig MDR, dahinter die Tunnelrampe Richtung Leipzig Bayer Bf (2014)

Bereits außerhalb des Tunnels, aber noch im Einschnitt der Südrampe folgt die oberirdisch gelegene Station Leipzig MDR (Kürzel LMDR). Sie ist Bestandteil der Südeinbindung des City-Tunnels in das bestehende Netz. Der Planungsname lautete Semmelweisstraße. Errichtet wurden zwei 140 Meter lange Seitenbahnsteige. Diese liegen unmittelbar südlich der hier die Bahngleise überquerenden Semmelweisstraße, die als Stadtteilverbindung in diesem Bereich neu errichtet wurde und die Kurt-Eisner-Straße mit der Zwickauer Straße verbindet. Der Zugang zu den Bahnsteigen erfolgt jeweils mittels Treppe und Rampe.
Betrieblich ist der gesamte Bereich des Tunnels, der anschließenden Tunnelsüdrampe und den Weichen des Überwerfungsbauwerkes Süd Teil des Bahnhofs Leipzig Hbf.

### Technische Ausrüstung

#### Fahrbahn

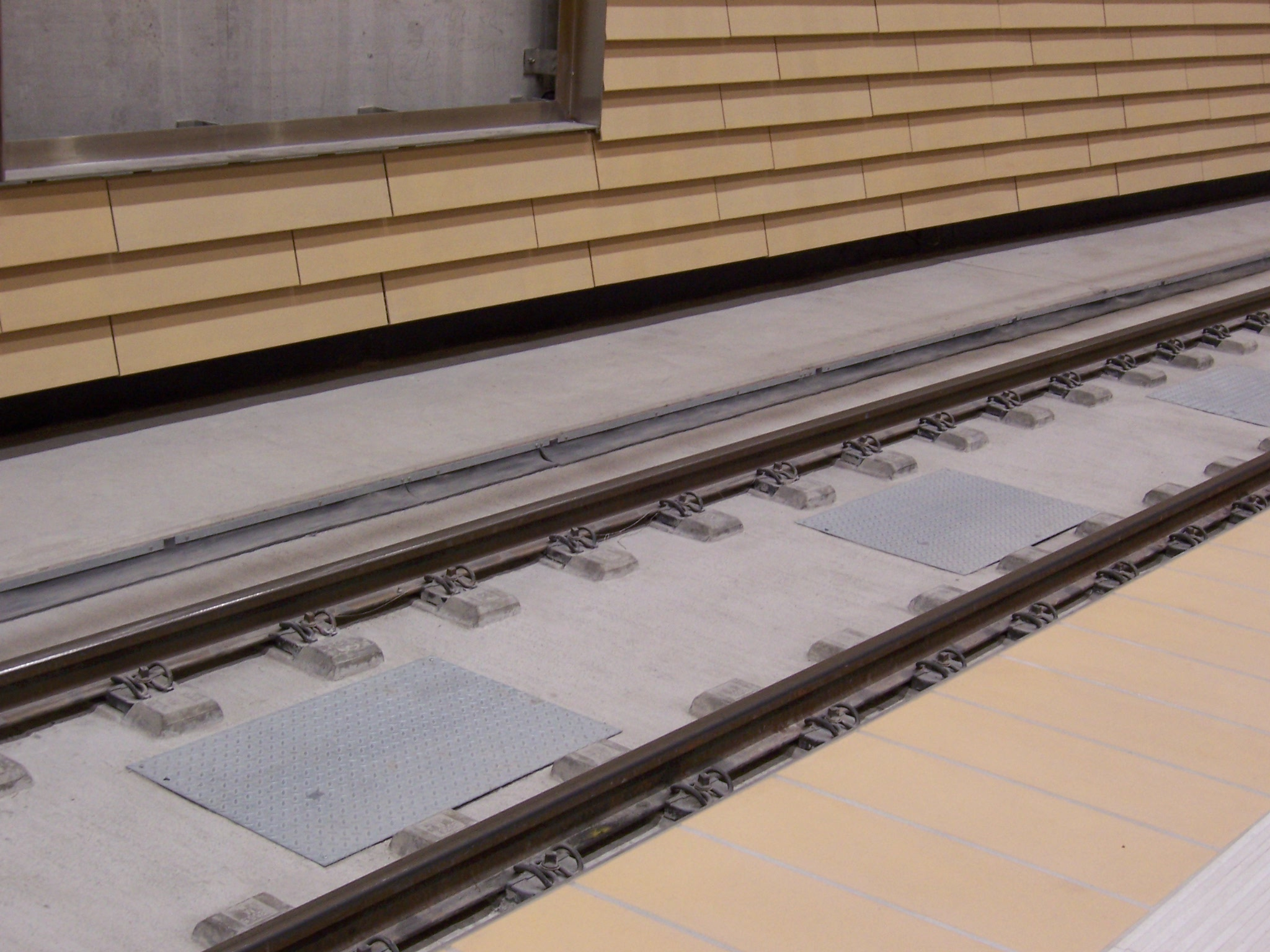
Feste Fahrbahn auf schwerem Masse-Feder-System am Haltepunkt Markt (2013)

Im Tunnel kommt auf insgesamt rund 7260 Metern eine feste Fahrbahn der Bauart Rheda 2000 zum Einsatz. Auch die beiden Weichen nördlich der Station Hauptbahnhof sind auf dieser festen Fahrbahn errichtet, ebenso wie die Tunnelabschnitte der nördlichen und südlichen Rampenbereiche. Die Gleisanlagen außerhalb des Tunnels zur Einbindung in das bestehende Netz wurden in konventionellem Schotteroberbau errichtet. Dies betrifft auch die sechs Weichen vor dem südlichen Überwerfungsbauwerk.
Zur Reduktion der Übertragung von Erschütterungen aus dem Bahnbetrieb sind im Tunnel unterschiedlich ausgeprägte Masse-Feder-Systeme (MFS) installiert. Im südlichen Abschnitt, zwischen den Stationen Bayerischer Bahnhof und Wilhelm-Leuschner-Platz, kommt auf einer Länge von rund 1260 Metern ein vollflächig gelagertes leichtes MFS zum Einsatz. Nördlich davon bis zum Hauptbahnhof wurden auf einer Länge von rund 2800 Metern unterschiedlich abgestimmte schwere MFS auf Einzellagern erstellt.

#### Energieversorgung

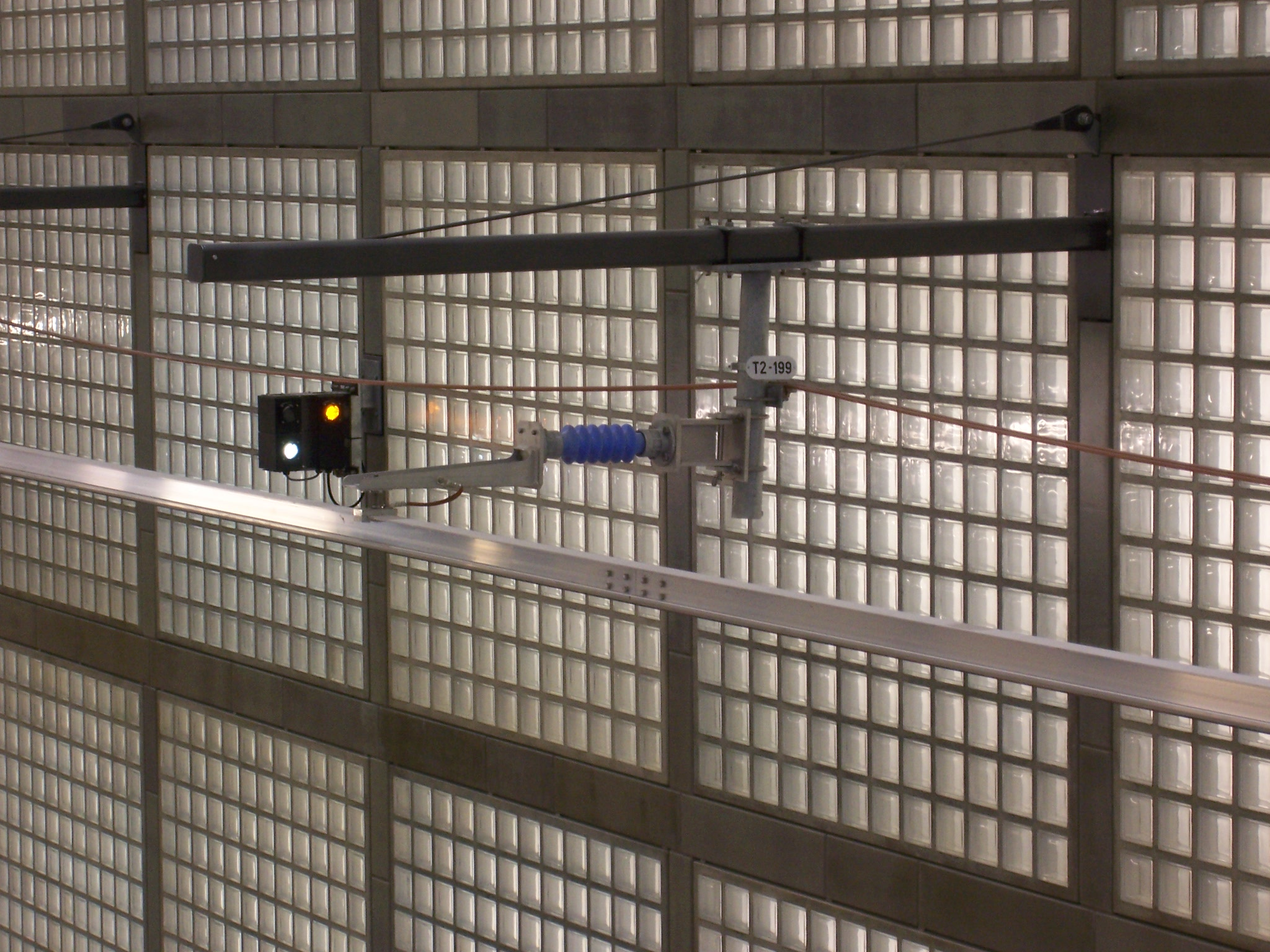
Stromschienen-Oberleitung und Signal-Sonderbauform am Haltepunkt Wilhelm-Leuschner-Platz (2013)

Die Strecken sind mit der im deutschen Fernbahnnetz üblichen Einphasenwechselspannung von 15 kV mit einer Frequenz von 16,7 Hertz elektrifiziert. Die Fahrleitungsanlage ist im Tunnelbereich als Deckenstromschienen ausgeführt. Deren Länge beträgt 7450 Meter. Außerhalb des Tunnelabschnitts kommt in den Rampenbereichen und im Bahnhof Leipzig Hbf die Kettenwerksbauart Re 100 zum Einsatz, danach Re 200. Triebfahrzeuge mit Verbrennungsmotoren und Dampflokomotiven dürfen den Tunnel planmäßig nicht befahren.
Die Versorgung aller weiteren elektrotechnischen Anlagen gewährleisten fünf Transformatorstationen sowie zugehörige Notstromanlagen. Der gesamte Tunnel ist mit einer Sicherheitsbeleuchtung und Elektranten ausgerüstet.

#### Leit- und Sicherungstechnik
Der Tunnel wird vom Elektronischen Stellwerk (ESTW) Leipzig Hbf (Westseite), Bauform Alcatel, gesteuert. Zur Verringerung der Brandlast im Tunnel ist ein Teil der Stellwerksanlagen in das ESTW Connewitz ausgelagert. Der gesamte Tunnel einschließlich des anschließenden Abschnittes mit der Abzweigstelle Semmelweis an der Richard-Lehmann-Straße ist Teil des Bahnhofs Leipzig Hbf, die Gleise sind Bahnhofsgleise. Auf beiden Gleisen bestehen Fahrstraßen in beiden Richtungen, die Blockteilung ist entgegen der Regelfahrrichtung jedoch weniger dicht. Die anschließenden Strecken in Richtung Connewitz und Stötteritz sind entsprechend für den Gleiswechselbetrieb ausgerüstet. Für eine flexiblere Betriebsführung gibt es im Bereich der Abzweigstelle Semmelweis eine doppelte Gleisverbindung. Für die Ks-Lichtsignale kommt im Tunnel teilweise eine Sonderbauform zum Einsatz. Die selbsttätige Gleisfreimeldung erfolgt durch Achszähler.
Die Zugfunk-Kommunikation erfolgt über GSM-R-Basisstationen. Darüber hinaus sind Notruf-Sprechstellen im Tunnel installiert.

#### Lichtraumprofil
Das Lichtraumprofil entspricht den Vorgaben der Eisenbahn-Bau- und Betriebsordnung für gemischten Verkehr. Für die eingleisigen Röhren zwischen den unterirdischen Stationsbauwerken wurden Röhrenquerschnitte mit einem Durchmesser von 8,25 bis 9,00 Metern untersucht und ein Querschnitt mit 8,82 Metern Mindestdurchmesser (Ausbruchsquerschnitt) zur Realisierung ausgewählt. Der Innenradius (ohne bautechnischen Nutzraum) beträgt 3,51 Meter. In den zweigleisigen Tunnelabschnitten (südlich der Station Bayerischer Bahnhof und nördlich der Station Hauptbahnhof) wurde ein Rechteckprofil mit 4,00 Metern Gleismittenabstand mit einer inneren Breite von 10,20 Metern und einer Höhe von 5,70 Metern über Schienenoberkante hergestellt.

## Betriebsprogramm
Die Deutsche Bahn ging vor Baubeginn von einer Kapazität von elf S-Bahn-Zügen, zwei Regional-Express-Zügen und einem Fernzug pro Stunde und Richtung aus. Vier S-Bahn-Linien sollten in einem Grundtakt von 30 Minuten verkehren und teilweise zur Hauptverkehrszeit auf einen 15-Minuten-Takt verdichtet werden. Für die Linie Halle–Leipzig–Markkleeberg war in der Hauptverkehrszeit ein 20-Minuten-Takt geplant. Nach dem Planungsstand vom Juni 2007 sollten pro Stunde bis zu zehn S-Bahn-, zwei Regional- und ein Fernzugpaar verkehren. Die S1 sollte im 20-Minuten-Takt verkehren, die vier weiteren Linien mit Takten zwischen 30 und 120 Minuten.
Seit Betriebsaufnahme des neuen Netzes der S-Bahn Mitteldeutschland zum 15. Dezember 2013 verkehren sechs S-Bahnlinien durch den City-Tunnel und belegen diesen mit mittlerweile zwölf Zügen pro Stunde und Richtung. Sie bedienen im 5-Minuten-Takt alle Tunnelstationen.
Hinzu kamen bis Dezember 2015 übergangsweise einzelne Züge des Fernverkehrs, die nur an den Tunnelbahnsteigen des Bahnhofs Leipzig Hauptbahnhof hielten. Sie verkehrten durch den City-Tunnel, da baubedingt Fahrmöglichkeiten, insbesondere zwischen den Strecken 6367 Richtung Großkorbetha und LC/6363 Richtung Dresden fehlten. Fernverkehr wurde anschließend nur in seltenen Fällen, vor allem in Tagesrandlage oder wegen Baustellen, durch den Citytunnel geführt.
| Linie | Zuglauf seit Dezember 2022                                                                                                 | Takt (min) |
| ----- | --- | ---------- |
| S 1   | Leipzig Miltitzer Allee – Leipzig Hbf – Leipzig-Stötteritz                                                                 | 30         |
| S 2   | Lutherstadt Wittenberg / Dessau – Bitterfeld – Delitzsch unt Bf – Leipzig Messe – Leipzig Hbf – Leipzig-Stötteritz         | 30         |
| S 3   | Halle-Nietleben – Halle-Neustadt – Halle Hbf – Schkeuditz – Leipzig Hbf – Leipzig-Stötteritz – Wurzen – Oschatz            | 30         |
| S 4   | Falkenberg – Torgau – Eilenburg – Taucha – Leipzig Hbf – Leipzig-Connewitz – Markkleeberg-Gaschwitz                        | 30         |
| S 5   | Halle – Flughafen Leipzig/Halle – Leipzig Messe – Leipzig Hbf – Markkleeberg – Altenburg – Crimmitschau – Werdau – Zwickau | 60         |
| S 5X  | Halle – Flughafen Leipzig/Halle – Leipzig Messe – Leipzig Hbf – Markkleeberg – Altenburg – Crimmitschau – Werdau – Zwickau | 60         |
| S 6   | Leipzig Messe – Leipzig Hbf – Borna – Geithain                                                                             | 30         |

Die Taktangaben beziehen sich auf die Kernstrecken, auf den Außenstrecken werden die Taktfolgen ausgedünnt. So besteht zwischen Borna und Geithain ein Stunden- und hinter Torgau ein allerdings durch die RE-Züge verdichteter Zweistundentakt. Auch nördlich von Bitterfeld wird nur ein Stundentakt angeboten. Aufgrund von Bauarbeiten in der gesamten Region mussten die Linienführungen seit 2015 jährlich verändert werden, Stammrelationen konnten sich deswegen bisher nicht etablieren.